# ВТБ јунајтед лига 2018/19.
ВТБ јунајтед лига 2018/19. била је десета комплетна сезона ВТБ јунајтед лиге. То је такође била шеста сезона у којој лига функционише као највиши кошаркашки ранг у Русији. Почела је у октобру 2018. године првим колу регуларног дела сезоне, а завршило је у јуну 2019. године последњом утакмицом финала.
ЦСКА Москва је одбранио шампионску титулу. 

## Измене формата
Од ове сезоне, најбољих осам тимова су се пласирали у плеј-оф. Све серије се играју на три добијене утакмице, а предност домаћег терена одређена је по систему 2-2-1.

## Тимови
Укупно 14 тимова из шест земаља такмичи се у лиги, укључујући девет из Русије, једну из Белорусије, једну из Естоније, једну из Казахстана, једну из Летоније и једну из Пољске.
Зјелона Гора је дебитовала у такмичењу. Пољски тимови су се вратили у такмичење након четири године одсуства.

### Учесници у сезони 2018/19.
| Team                  | Home city       | Arena                             | Capacity |
| --------------------- | --------------- | --------------------------------- | -------- |
| Астана                | Астана          | Сарјарка велодром                 | 9,270    |
| Автодор Саратов       | Саратов         | ДС Кристал                        | 5,500    |
| ЦСКА Москва           | Москва          | УСК ЦСКА                          | 5,000    |
| Јенисеј               | Краснојарск     | Арена Север                       | 4,000    |
| Калев/Крамо           | Талин           | Саку Сурхал                       | 5,500    |
| Химки                 | Химки           | Химки кошаркашки центар           | 4,000    |
| Локомотива Кубањ      | Краснодар       | Кошаркашка хала Краснодар         | 7,500    |
| Нижњи Новгород        | Нижњи Новгород  | Палата спортова Нижњи Новгород    | 5,500    |
| Парма                 | Перм            | Универзална палата спортова Молот | 7,000    |
| Цмоки-Минск           | Минск           | Минск арена                       | 15,000   |
| УНИКС                 | Казањ           | Баскет хол арена                  | 7,000    |
| ВЕФ Рига              | Рига            | Арена Рига                        | 12,000   |
| Зенит Санкт Петербург | Санкт Петербург | СЦ Јубилејни                      | 6,381    |
| Зјелона Гора          | Зјелона Гора    | Хала СРЦ Зјелона Гора             | 6,080    |

### Тренери
| Team                  | Head coach          |
| --------------------- | ------------------- |
| Астана                | Емил Рајковић       |
| Автодор Саратов       | Евгениј Пашутин     |
| ЦСКА Москва           | Димитрис Итудис     |
| Јенисеј               | Олег Окулов         |
| Калев/Крамо           | Доналдас Каирис     |
| Химки                 | Јоргос Барцокас     |
| Локомотива Кубањ      | Саша Обрадовић      |
| Нижњи Новгород        | Зоран Лукић         |
| Парма                 | Николајс Мацурс     |
| Цмоки-Минск           | Аљаксандар Круцикау |
| УНИКС                 | Димитриос Прифтис   |
| ВЕФ Рига              | Јанис Гаилитис      |
| Зенит Санкт Петербург | Василиј Карасев     |
| Зјелона Гора          | Игор Јововић        |

## Редовна сезона
Први део такмичења се одвија по двоструком бод-систему, свако са сваким игра по једну утакмицу на домаћем и једну на гостујућем терену.

### Табела
|    | Тим                   | Игр. | Поб. | Изг. | П+   | П-   | П+/- | Бод |
| -- | --------------------- | ---- | ---- | ---- | ---- | ---- | ---- | --- |
| 1  | ЦСКА Москва           | 26   | 22   | 4    | 2404 | 1969 | +435 | 48  |
| 2  | УНИКС                 | 26   | 21   | 5    | 2190 | 1945 | +245 | 47  |
| 3  | Химки                 | 26   | 20   | 6    | 2230 | 1973 | +257 | 46  |
| 4  | Локомотива Кубањ      | 26   | 17   | 9    | 2171 | 2004 | +167 | 43  |
| 5  | Зенит Санкт Петербург | 26   | 15   | 11   | 2300 | 2180 | +120 | 41  |
| 6  | Астана                | 26   | 15   | 11   | 2239 | 2169 | +70  | 41  |
| 7  | Калев/Крамо           | 26   | 14   | 12   | 2342 | 2275 | +67  | 40  |
| 8  | Нижњи Новгород        | 26   | 14   | 12   | 2158 | 2173 | -15  | 40  |
| 9  | Јенисеј               | 26   | 11   | 15   | 2154 | 2276 | -122 | 37  |
| 10 | ВЕФ                   | 26   | 10   | 16   | 1962 | 2134 | -172 | 36  |
| 11 | Автодор Саратов       | 26   | 9    | 17   | 2379 | 2478 | -99  | 35  |
| 12 | Зјелона Гора          | 26   | 5    | 21   | 2020 | 2330 | -310 | 31  |
| 13 | Парма                 | 26   | 5    | 21   | 2025 | 2298 | -273 | 31  |
| 14 | Цмоки-Минск           | 26   | 4    | 22   | 1959 | 2329 | -370 | 30  |

Легенда:

### Резултати
Домаћини су наведени у левој колони.
| Екипа            | АВТ     | АСТ    | ВЕФ     | ЗЕН    | ЗЈГ     | ЈЕН    | КАЛ     | ЛОК    | НН     | ПАР    | УНИ    | Химки  | ЦМО    | ЦСКА    |
| ---------------- | ------- | ------ | ------- | ------ | ------- | ------ | ------- | ------ | ------ | ------ | ------ | ------ | ------ | ------- |
| Автодор          | XXX     | 64:88  | 83:85   | 95:94  | 112:106 | 106:91 | 112:109 | 95:102 | 85:91  | 93:76  | 95:111 | 92:100 | 95:99  | 110:116 |
| Астана           | 100:83  | XXX    | 90:77   | 93:91  | 84:70   | 93:85  | 105:78  | 83:93  | 83:89  | 79:71  | 79:83  | 67:76  | 101:71 | 110:116 |
| ВЕФ              | 89:78   | 71:93  | XXX     | 77:86  | 83:57   | 68:70  | 82:74   | 75:71  | 65:67  | 76:80  | 52:82  | 67:96  | 70:66  | 80:107  |
| Зенит            | 103:81  | 103:95 | 101:102 | XXX    | 83:71   | 116:81 | 100:87  | 78:94  | 103:78 | 84:76  | 74:77  | 86:82  | 84:72  | 93:86   |
| Зјелона Гора     | 108:100 | 82:91  | 78:92   | 78:109 | XXX     | 72:83  | 100:117 | 67:73  | 80:72  | 88:63  | 73:82  | 74:97  | 78:80  | 74:115  |
| Јенисеј          | 88:84   | 93:84  | 75:67   | 85:87  | 109:81  | XXX    | 80:88   | 86:93  | 92:88  | 83:78  | 78:99  | 67:99  | 80:68  | 66:91   |
| Калев/Крамо      | 102:113 | 102:74 | 75:85   | 96:80  | 80:77   | 109:91 | XXX     | 81:76  | 94:84  | 93:82  | 95:107 | 85:96  | 108:83 | 80:85   |
| Локомотива Кубањ | 95:91   | 71:90  | 92:63   | 96:64  | 73:41   | 79:67  | 80:85   | XXX    | 78:71  | 93:75  | 77:84  | 83:87  | 80:69  | 76:93   |
| Нижњи            | 75:98   | 85:78  | 93:83   | 85:83  | 101:61  | 79:64  | 68:82   | 75:88  | XXX    | 100:98 | 91:85  | 93:97  | 77:70  | 89:95   |
| Парма            | 93:105  | 80:85  | 73:78   | 78:107 | 72:92   | 92:88  | 75:105  | 87:95  | 80:85  | XXX    | 68:66  | 70:80  | 92:83  | 69:79   |
| УНИКС            | 76:63   | 95:98  | 89:74   | 74:72  | 86:66   | 95:92  | 76:74   | 79:75  | 89:64  | 76:82  | XXX    | 73:58  | 88:69  | 71:68   |
| Химки            | 85:77   | 93:80  | 75:51   | 90:67  | 100:80  | 86:94  | 80:73   | 82:84  | 80:93  | 97:63  | 78:65  | XXX    | 70:50  | 73:72   |
| Цмоки-Минск      | 86:93   | 86:93  | 91:84   | 68:79  | 71:88   | 73:95  | 82:95   | 66:97  | 78:87  | 80:68  | 68:66  | 92:108 | XXX    | 61:101  |
| ЦСКА             | 110:76  | 91:72  | 92:66   | 83:73  | 102:78  | 101:71 | 102:75  | 70:57  | 84:78  | 108:84 | 73:83  | 75:65  | 119:88 | XXX     |

## Резултати по датуму одигравања

### Октобар
| 5. октобар 2018 19:10 | Детаљи | Јенисеј                                                                            | 66 : 91 | ЦСКА                                           | Арена Север, Краснојарск Гледаоци: 2.570 Судије: Сергеј Белјаков Сергеј Круг Александар Романов |  |
| 5. октобар 2018 19:10 | Детаљи | Четвртине: 18:22, 16:21, 15:22, 17:26                                              |         |                                                | Арена Север, Краснојарск Гледаоци: 2.570 Судије: Сергеј Белјаков Сергеј Круг Александар Романов |  |
| 5. октобар 2018 19:10 | Детаљи | Поени: Мартињш Мејерс 15 Скокови: Мартињш Мејерс 9 Асистенције: Д'Анђело Харисон 7 |         | Отело Хантер 15 Отело Хантер 7 Нандо де Коло 5 | Арена Север, Краснојарск Гледаоци: 2.570 Судије: Сергеј Белјаков Сергеј Круг Александар Романов |  |

| 5. октобар 2018 19:30 | Детаљи | ВЕФ                                                                     | 67 : 96 | Химки                                        | Арена Рига, Рига Гледаоци: 500 Судије: Роберт Виклицки Марчин Ковалски Гвидас Гедвилас |  |
| 5. октобар 2018 19:30 | Детаљи | Четвртине: 16:26, 10:26, 19:26, 22:18                                   |         |                                              | Арена Рига, Рига Гледаоци: 500 Судије: Роберт Виклицки Марчин Ковалски Гвидас Гедвилас |  |
| 5. октобар 2018 19:30 | Детаљи | Поени: Артис Ате 19 Скокови: Андреј Гражулис 7 Асистенције: Остин Лук 4 |         | Алексеј Швед 23 Џордан Мики 7 Алексеј Швед 8 | Арена Рига, Рига Гледаоци: 500 Судије: Роберт Виклицки Марчин Ковалски Гвидас Гедвилас |  |

| 5. октобар 2018 20:00 | Детаљи | Локомотива Кубањ                                                                                      | 96 : 64 | Зенит                                                                                    | Баскет хол арена, Краснодар Гледаоци: 4147 Судије: Петри Ментиле Аре Халико Семјон Овинов |  |
| 5. октобар 2018 20:00 | Детаљи | Четвртине: 29:17, 23:19, 26:14, 18:14                                                                 |         |                                                                                          | Баскет хол арена, Краснодар Гледаоци: 4147 Судије: Петри Ментиле Аре Халико Семјон Овинов |  |
| 5. октобар 2018 20:00 | Детаљи | Поени: Димитриј Кулагин 14 Скокови: Матеуш Поњитка 8 Асистенције: Матеуш Поњитка, Ајзеја Вајтхед по 4 |         | Брендон Џенингс 15 Брендон Џенингс, Џарод Утоф по 4 Евгениј Валиев, Брендон Џенингс по 3 | Баскет хол арена, Краснодар Гледаоци: 4147 Судије: Петри Ментиле Аре Халико Семјон Овинов |  |

| 7. октобар 2018 14:00 | Детаљи | Астана                                                                          | 61 : 86 | ЦСКА                                             | Сарјарка велодром, Астана Гледаоци: 1.072 Судије: Сергеј Зашчук Андрис Аункрогерс Мартињш Козловскис |  |
| 7. октобар 2018 14:00 | Детаљи | Четвртине: 15:14, 12:27, 20:24, 14:21                                           |         |                                                  | Сарјарка велодром, Астана Гледаоци: 1.072 Судије: Сергеј Зашчук Андрис Аункрогерс Мартињш Козловскис |  |
| 7. октобар 2018 14:00 | Детаљи | Поени: Џефри Гросел 14 Скокови: Три играча по 5 Асистенције: Џеј Џеј О’Брајен 4 |         | Отело Хантер 18 Вил Клајберн 7 Серхио Родригез 5 | Сарјарка велодром, Астана Гледаоци: 1.072 Судије: Сергеј Зашчук Андрис Аункрогерс Мартињш Козловскис |  |

| 7. октобар 2018 16:30 | Детаљи | Цмоки-Минск                                                                | 71 : 88 | Зјелона Гора                                     | Минск арена, Минск Гледаоци: 1.057 Судије: Борис Рижик Рајн Перанди Алексеј Давидов |  |
| 7. октобар 2018 16:30 | Детаљи | Четвртине: 19:17, 16:19, 16:28, 20:24                                      |         |                                                  | Минск арена, Минск Гледаоци: 1.057 Судије: Борис Рижик Рајн Перанди Алексеј Давидов |  |
| 7. октобар 2018 16:30 | Детаљи | Поени: Стефан Муди 17 Скокови: Ди Џеј Шелтон 7 Асистенције: Дарин Говенс 6 |         | Борис Савовић 18 Борис Савовић 7 Лукаш Кошарек 6 | Минск арена, Минск Гледаоци: 1.057 Судије: Борис Рижик Рајн Перанди Алексеј Давидов |  |

| 7. октобар 2018 17:00 | Детаљи | Нижњи Новгород                                                                           | 68 : 82 | Калев/Крамо                                                     | ПС Нижњи Новгород, Нижњи Новгород Гледаоци: 1.934 Судије: Ингус Бауманис Петр Пастусјак Јозас Баркаускас |  |
| 7. октобар 2018 17:00 | Детаљи | Четвртине: 20:23, 17:14, 15:25, 16:20                                                    |         |                                                                 | ПС Нижњи Новгород, Нижњи Новгород Гледаоци: 1.934 Судије: Ингус Бауманис Петр Пастусјак Јозас Баркаускас |  |
| 7. октобар 2018 17:00 | Детаљи | Поени: Владимир Драгичевић 19 Скокови: Владимир Драгичевић 8 Асистенције: Арон Брусард 4 |         | Иван Алмеида 36 Иван Алмеида 9 Чавон Луис, Бранко Мирковић по 3 | ПС Нижњи Новгород, Нижњи Новгород Гледаоци: 1.934 Судије: Ингус Бауманис Петр Пастусјак Јозас Баркаускас |  |

| 7. октобар 2018 18:00 | Детаљи | УНИКС                                                                       | 76 : 63 | Автодор                                          | Баскет хол Казањ, Казањ Гледаоци: 3.260 Судије: Семјон Овинов Иља Путенко Станислав Валејев |  |
| 7. октобар 2018 18:00 | Детаљи | Четвртине: 22:14, 20:20, 22:5, 12:24                                        |         |                                                  | Баскет хол Казањ, Казањ Гледаоци: 3.260 Судије: Семјон Овинов Иља Путенко Станислав Валејев |  |
| 7. октобар 2018 18:00 | Детаљи | Поени: Морис Ндур 18 Скокови: Артјом Клименко 7 Асистенције: Пјериа Хенри 8 |         | Перен Бјуфорд 14 Дејвид Кравиш 9 Перен Бјуфорд 3 | Баскет хол Казањ, Казањ Гледаоци: 3.260 Судије: Семјон Овинов Иља Путенко Станислав Валејев |  |

| 8. октобар 2018 19:10 | Детаљи | Јенисеј                                                                                       | 67 : 99 | Химки                                              | Арена Север, Краснојарск Гледаоци: 1.500 Судије: Антон Махлин Сергеј Михаилов Јуриј Зинкевич |  |
| 8. октобар 2018 19:10 | Детаљи | Четвртине: 23:28, 17:17, 18:32, 9:22                                                          |         |                                                    | Арена Север, Краснојарск Гледаоци: 1.500 Судије: Антон Махлин Сергеј Михаилов Јуриј Зинкевич |  |
| 8. октобар 2018 19:10 | Детаљи | Поени: Тајлер Стоун 14 Скокови: Мартињш Мејерс, Тајлер Стоун по 6 Асистенције: Џон Роберсон 8 |         | Алексеј Швед 20 Четири играча по 4 Алексеј Швед 11 | Арена Север, Краснојарск Гледаоци: 1.500 Судије: Антон Махлин Сергеј Михаилов Јуриј Зинкевич |  |

| 10. октобар 2018 19:30 | Детаљи | ВЕФ                                                                               | 76 : 80 | Парма                            | Арена Рига, Рига Гледаоци: 300 Судије: Јакуб Замојски Артурас Шукис Јоханес Сарекоски |  |
| 10. октобар 2018 19:30 | Детаљи | Четвртине: 18:28, 20:16, 19:21, 19:15                                             |         |                                  | Арена Рига, Рига Гледаоци: 300 Судије: Јакуб Замојски Артурас Шукис Јоханес Сарекоски |  |
| 10. октобар 2018 19:30 | Детаљи | Поени: Артур Аусејс 17 Скокови: Андреј Гражулис 11 Асистенције: Винсент Каунсил 6 |         | Тајлер Ларсон 18 Мајкл Хамфри 12 | Арена Рига, Рига Гледаоци: 300 Судије: Јакуб Замојски Артурас Шукис Јоханес Сарекоски |  |

| 13. октобар 2018 17:00 | Детаљи | Цмоки-Минск                                                                      | 86 : 93 | Астана                                               | Минск арена, Минск Гледаоци: 1.420 Судије: Томаш Травицки Сергеј Михајлов Станислав Валејев |  |
| 13. октобар 2018 17:00 | Детаљи | Четвртине: 17:17, 20:27, 23:17, 26:32                                            |         |                                                      | Минск арена, Минск Гледаоци: 1.420 Судије: Томаш Травицки Сергеј Михајлов Станислав Валејев |  |
| 13. октобар 2018 17:00 | Детаљи | Поени: Дарин Говенс 21 Скокови: Александар Семењук 7 Асистенције: Дарин Говенс 5 |         | Ентони Клемонс 23 Џефри Гросел 10 Џеј Џеј О’Брајен 5 | Минск арена, Минск Гледаоци: 1.420 Судије: Томаш Травицки Сергеј Михајлов Станислав Валејев |  |

| 13. октобар 2018 18:00 | Детаљи | ЦСКА                                                                          | 84 : 78 | Нижњи Новгород                                       | УСК ЦСКА, Москва Гледаоци: 1.640 Судије: Игор Драгоевић Алексеј Давидов Максим Житлухин |  |
| 13. октобар 2018 18:00 | Детаљи | Четвртине: 20:23, 26:18, 20:23, 18:14                                         |         |                                                      | УСК ЦСКА, Москва Гледаоци: 1.640 Судије: Игор Драгоевић Алексеј Давидов Максим Житлухин |  |
| 13. октобар 2018 18:00 | Детаљи | Поени: Вил Клајберн 19 Скокови: Вил Клајберн 8 Асистенције: Серхио Родригез 5 |         | Антон Астапкович 14 Евгениј Бабурин 6 Кендрик Пери 6 | УСК ЦСКА, Москва Гледаоци: 1.640 Судије: Игор Драгоевић Алексеј Давидов Максим Житлухин |  |

| 14. октобар 2018 15:00 | Детаљи | Химки                                                                      | 80 : 73 | Калев/Крамо                                         | КЦ Химки, Химки Гледаоци: 3.137 Судије: Томаш Травицки Ивор Матејек Миндаугас Вечерскис |  |
| 14. октобар 2018 15:00 | Детаљи | Четвртине: 22:12, 15:15, 17:18, 26:28                                      |         |                                                     | КЦ Химки, Химки Гледаоци: 3.137 Судије: Томаш Травицки Ивор Матејек Миндаугас Вечерскис |  |
| 14. октобар 2018 15:00 | Детаљи | Поени: Алексеј Швед 23 Скокови: Џордан Мики 11 Асистенције: Алексеј Швед 9 |         | Бранко Мирковић 14 Иван Алмеида 5 Бранко Мирковић 7 | КЦ Химки, Химки Гледаоци: 3.137 Судије: Томаш Травицки Ивор Матејек Миндаугас Вечерскис |  |

| 14. октобар 2018 18:00 | Детаљи | УНИКС                                                                       | 79 : 75 | Локомотива Кубањ                                  | Баскет хол, Казањ Гледаоци: 3.153 Судије: Игор Драгоевић Алексеј Давидов Сергеј Бељаков |  |
| 14. октобар 2018 18:00 | Детаљи | Четвртине: 15:18, 19:18, 24:20, 21:19                                       |         |                                                   | Баскет хол, Казањ Гледаоци: 3.153 Судије: Игор Драгоевић Алексеј Давидов Сергеј Бељаков |  |
| 14. октобар 2018 18:00 | Детаљи | Поени: Пјериа Хенри 14 Скокови: Рејмар Морган 7 Асистенције: Пјериа Хенри 6 |         | Ајзеја Вајтхед 18 Џамел Маклин 8 Ајзеја Вајтхед 4 | Баскет хол, Казањ Гледаоци: 3.153 Судије: Игор Драгоевић Алексеј Давидов Сергеј Бељаков |  |

| 14. октобар 2018 16:00 | Детаљи | Јенисеј                                                                                | 83 : 78 | Парма                                         | Арена Север, Краснојарск Гледаоци: 1.237 Судије: Семјон Овинов Иља Путенко Алексеј Ревенко |  |
| 14. октобар 2018 16:00 | Детаљи | Четвртине: 18:24, 26:18, 20:15, 19:21                                                  |         |                                               | Арена Север, Краснојарск Гледаоци: 1.237 Судије: Семјон Овинов Иља Путенко Алексеј Ревенко |  |
| 14. октобар 2018 16:00 | Детаљи | Поени: Д'Анђело Харисон 19 Скокови: Д'Анђело Харисон 9 Асистенције: Д'Анђело Харисон 4 |         | Коди Џастис 26 Мајкл Хамфри 9 Тајлер Ларсон 4 | Арена Север, Краснојарск Гледаоци: 1.237 Судије: Семјон Овинов Иља Путенко Алексеј Ревенко |  |

| 20. октобар 2018 16:30 | Детаљи | Цмоки-Минск                                                                       | 78 : 87 | Нижњи Новгород                                       | Фалкон клаб арена, Минск Гледаоци: 823 Судије: Јакуб Замојски Аре Халико Саулиус Рачис |  |
| 20. октобар 2018 16:30 | Детаљи | Четвртине: 19:18, 21:19, 19:27, 19:23                                             |         |                                                      | Фалкон клаб арена, Минск Гледаоци: 823 Судије: Јакуб Замојски Аре Халико Саулиус Рачис |  |
| 20. октобар 2018 16:30 | Детаљи | Поени: Ди Џеј Шелтон 23 Скокови: Зизис Сарикопулос 9 Асистенције: Ди Џеј Шелтон 3 |         | Кендрик Пери 16 Владимир Драгичевић 7 Кендрик Пери 5 | Фалкон клаб арена, Минск Гледаоци: 823 Судије: Јакуб Замојски Аре Халико Саулиус Рачис |  |

| 20. октобар 2018 17:00 | Детаљи | Локомотива Кубањ                                                                        | 92 : 63 | ВЕФ                                             | Баскет хол арена, Краснодар Гледаоци: 2.729 Судије: Танел Суслов Михал Проц Александар Рулов |  |
| 20. октобар 2018 17:00 | Детаљи | Четвртине: 30:17, 22:10, 17:16, 23:20                                                   |         |                                                 | Баскет хол арена, Краснодар Гледаоци: 2.729 Судије: Танел Суслов Михал Проц Александар Рулов |  |
| 20. октобар 2018 17:00 | Детаљи | Поени: Виталиј Фридзон 18 Скокови: Станислав Иљницкиј 7 Асистенције: Димитриј Кулагин 6 |         | Андреј Гражулис 15 Стив Зак 6 Винсент Каунсил 7 | Баскет хол арена, Краснодар Гледаоци: 2.729 Судије: Танел Суслов Михал Проц Александар Рулов |  |

| 20. октобар 2018 18:00 | Детаљи | УНИКС                                                                                | 86 : 66 | Зјелона Гора                                                   | Баскет хол, Казањ Гледаоци: 2.087 Судије: Саша Маричић Гинтарас Виткаускас Мартињш Козловскис |  |
| 20. октобар 2018 18:00 | Детаљи | Четвртине: 20:23, 21:14, 20:13, 25:16                                                |         |                                                                | Баскет хол, Казањ Гледаоци: 2.087 Судије: Саша Маричић Гинтарас Виткаускас Мартињш Козловскис |  |
| 20. октобар 2018 18:00 | Детаљи | Поени: Џамар Смит 20 Скокови: Џамар Смит 7 Асистенције: Трент Локет, Џамар Смит по 6 |         | Маркел Старкс 15 Гејб Дево, Борис Савовић по 6 Лукаш Кошарек 6 | Баскет хол, Казањ Гледаоци: 2.087 Судије: Саша Маричић Гинтарас Виткаускас Мартињш Козловскис |  |

| 20. октобар 2018 18:30 | Детаљи | Автодор                                                                      | 106 : 91 | Јенисеј                                          | ПС Кристал, Саратов Гледаоци: 1.841 Судије: Олег Латишев Рајн Перанди Иван Бахтејев |  |
| 20. октобар 2018 18:30 | Детаљи | Четвртине: 28:28, 22:24, 34:27, 22:12                                        |          |                                                  | ПС Кристал, Саратов Гледаоци: 1.841 Судије: Олег Латишев Рајн Перанди Иван Бахтејев |  |
| 20. октобар 2018 18:30 | Детаљи | Поени: Дејвид Кравиш 30 Скокови: Дејвид Кравиш 11 Асистенције: Макензи Мур 3 |          | Тајлер Стоун 24 Мартињш Мејерс 13 Џон Роберсон 7 | ПС Кристал, Саратов Гледаоци: 1.841 Судије: Олег Латишев Рајн Перанди Иван Бахтејев |  |

| 21. октобар 2018 15:00 | Детаљи | Астана                                                                          | 93 : 91 | Зенит                                              | Сарјарка велодром, Астана Гледаоци: 809 Судије: Оскар Лучис Војцех Лишка Јоханес Сарекоски |  |
| 21. октобар 2018 15:00 | Детаљи | Четвртине: 24:20, 13:28, 29:22, 27:21                                           |         |                                                    | Сарјарка велодром, Астана Гледаоци: 809 Судије: Оскар Лучис Војцех Лишка Јоханес Сарекоски |  |
| 21. октобар 2018 15:00 | Детаљи | Поени: Ентони Клемонс 23 Скокови: Џефри Гросел 9 Асистенције: Ентони Клемонс 10 |         | Џејлен Рејнолдс 21 Владислав Трушкин 5 Гал Мекел 7 | Сарјарка велодром, Астана Гледаоци: 809 Судије: Оскар Лучис Војцех Лишка Јоханес Сарекоски |  |

| 22. октобар 2018 19:00 | Детаљи | Парма                                                                    | 70 : 80 | Химки                              | УПС Молот, Перм Гледаоци: 4.001 Судије: Сергеј Круг Александар Романов Антон Круглов |  |
| 22. октобар 2018 19:00 | Детаљи | Четвртине: 17:14, 20:26, 11:14, 22:26                                    |         |                                    | УПС Молот, Перм Гледаоци: 4.001 Судије: Сергеј Круг Александар Романов Антон Круглов |  |
| 22. октобар 2018 19:00 | Детаљи | Поени: Коди Џастис 17 Скокови: Рашард Кели 12 Асистенције: Рашард Кели 4 |         | Ди Бост 22 Џордан Мики 8 Ди Бост 5 | УПС Молот, Перм Гледаоци: 4.001 Судије: Сергеј Круг Александар Романов Антон Круглов |  |

| 22. октобар 2018 19:30 | Детаљи | ЦСКА                                                                        | 102 : 75 | Калев/Крамо                                   | УСК ЦСКА, Москва Гледаоци: 1.207 Судије: Оскар Лучис Саша Маричић Евгениј Михејев |  |
| 22. октобар 2018 19:30 | Детаљи | Четвртине: 31:14, 23:24, 23:19, 25:18                                       |          |                                               | УСК ЦСКА, Москва Гледаоци: 1.207 Судије: Оскар Лучис Саша Маричић Евгениј Михејев |  |
| 22. октобар 2018 19:30 | Детаљи | Поени: Отело Хантер 19 Скокови: Отело Хантер 8 Асистенције: Данијел Хакет 5 |          | Иван Алмеида 18 Ланден Лукас 7 Иван Алмеида 5 | УСК ЦСКА, Москва Гледаоци: 1.207 Судије: Оскар Лучис Саша Маричић Евгениј Михејев |  |

| 27. октобар 2018 15:00 | Детаљи | ВЕФ                                                                              | 77 : 86 | Зенит                                               | Олимпијски спортски центар, Рига Гледаоци: 450 Судије: Срђан Дожаи Виљус Мачијулаитис Здравко Рутешић |  |
| 27. октобар 2018 15:00 | Детаљи | Четвртине: 20:21, 16:26, 16:20, 25:19                                            |         |                                                     | Олимпијски спортски центар, Рига Гледаоци: 450 Судије: Срђан Дожаи Виљус Мачијулаитис Здравко Рутешић |  |
| 27. октобар 2018 15:00 | Детаљи | Поени: Џабрил Дарам 15 Скокови: Андреј Гражулис 7 Асистенције: Винсент Каунсил 4 |         | Филип Скраб 20 Џејлен Рејнолдс 9 Брендон Џенингс 10 | Олимпијски спортски центар, Рига Гледаоци: 450 Судије: Срђан Дожаи Виљус Мачијулаитис Здравко Рутешић |  |

| 27. октобар 2018 17:00 | Детаљи | Калев/Крамо | 102 : 113 | Автодор                                         | Саку Сурхаљ, Талин Гледаоци: 2.000 Судије: Петри Ментиле Јакуб Замојски Андрис Аункрогерс |  |
| 27. октобар 2018 17:00 | Детаљи | Четвртине: 20:25, 18:20, 28:30, 36:38                                                                                |           |                                                 | Саку Сурхаљ, Талин Гледаоци: 2.000 Судије: Петри Ментиле Јакуб Замојски Андрис Аункрогерс |  |
| 27. октобар 2018 17:00 | Детаљи | Поени: Иван Алмеида, Бранко Мирковић по 21 Скокови: Јанари Јоесар 9 Асистенције: Мартин Дорбек, Бранко Мирковић по 5 |           | Перен Бјуфорд 30 Перен Бјуфорд 8 Треј Голден 11 | Саку Сурхаљ, Талин Гледаоци: 2.000 Судије: Петри Ментиле Јакуб Замојски Андрис Аункрогерс |  |

| 27. октобар 2018 17:00 | Детаљи | Нижњи Новгород                                                                                         | 75 : 88 | Локомотива Кубањ                                   | ПС Нижњи Новгород, Нижњи Новгород Гледаоци: 1.990 Судије: Оскар Лучис Сергеј Круг Станислав Валејев |  |
| 27. октобар 2018 17:00 | Детаљи | Четвртине: 25:26, 16:23, 16:20, 18:19                                                                  |         |                                                    | ПС Нижњи Новгород, Нижњи Новгород Гледаоци: 1.990 Судије: Оскар Лучис Сергеј Круг Станислав Валејев |  |
| 27. октобар 2018 17:00 | Детаљи | Поени: Иван Стребков 14 Скокови: Антон Астапкович, Димитриј Узинскиј по 5 Асистенције: Иван Стребков 8 |         | Ајзеја Вајтхед 23 Џајуан Џонсон 7 Ајзеја Вајтхед 4 | ПС Нижњи Новгород, Нижњи Новгород Гледаоци: 1.990 Судије: Оскар Лучис Сергеј Круг Станислав Валејев |  |

| 27. октобар 2018 17:30 | Детаљи | Цмоки-Минск                                                                  | 73 : 95 | Јенисеј                                            | Фалкон клаб арена, Минск Гледаоци: 748 Судије: Марчин Ковалски Ингус Бауманис Микел Манисте |  |
| 27. октобар 2018 17:30 | Детаљи | Четвртине: 22:26, 20:22, 11:19, 20:28                                        |         |                                                    | Фалкон клаб арена, Минск Гледаоци: 748 Судије: Марчин Ковалски Ингус Бауманис Микел Манисте |  |
| 27. октобар 2018 17:30 | Детаљи | Поени: Виталиј Љутич 17 Скокови: Ди Џеј Шелтон 9 Асистенције: Дарин Говенс 4 |         | Џон Роберсон 31 Денис Захаров 8 Д'Анђело Харисон 6 | Фалкон клаб арена, Минск Гледаоци: 748 Судије: Марчин Ковалски Ингус Бауманис Микел Манисте |  |

| 28. октобар 2018 15:00 | Детаљи | Химки                                                                     | 78 : 65 | УНИКС                                                                             | КЦ Химки, Химки Гледаоци: 3.213 Судије: Олег Латишев Аре Халико Семјон Овинов |  |
| 28. октобар 2018 15:00 | Детаљи | Четвртине: 15:12, 17:17, 27:14, 19:22                                     |         |                                                                                   | КЦ Химки, Химки Гледаоци: 3.213 Судије: Олег Латишев Аре Халико Семјон Овинов |  |
| 28. октобар 2018 15:00 | Детаљи | Поени: Алексеј Швед 24 Скокови: Тони Крокер 6 Асистенције: Алексеј Швед 5 |         | Ерик Меколум, Џамар Смит по 12 Артјом Клименко 7 Морис Ндур, Антон Понкрашов по 3 | КЦ Химки, Химки Гледаоци: 3.213 Судије: Олег Латишев Аре Халико Семјон Овинов |  |

| 29. октобар 2018 19:00 | Детаљи | Зјелона Гора                                                                                     | 82 : 91 | Астана                                                    | Хала СРЦ Зјелона Гора, Зјелона Гора Гледаоци: 2.344 Судије: Роберт Виклицки Иља Путенко Алексеј Давидов |  |
| 29. октобар 2018 19:00 | Детаљи | Четвртине: 14:23, 21:20, 18:26, 29:22                                                            |         |                                                           | Хала СРЦ Зјелона Гора, Зјелона Гора Гледаоци: 2.344 Судије: Роберт Виклицки Иља Путенко Алексеј Давидов |  |
| 29. октобар 2018 19:00 | Детаљи | Поени: Лукаш Кошарек, Борис Савовић по 16 Скокови: Борис Савовић 11 Асистенције: Маркел Старкс 8 |         | Џеј Џеј О’Брајен 23 Александар Жигулин 7 Ентони Клемонс 7 | Хала СРЦ Зјелона Гора, Зјелона Гора Гледаоци: 2.344 Судије: Роберт Виклицки Иља Путенко Алексеј Давидов |  |

| 29. октобар 2018 19:30 | Детаљи | ЦСКА                                                                                                | 108 : 84 | Парма                                                      | УСК ЦСКА, Москва Гледаоци: 1.703 Судије: Антон Махлин Сергеј Михаилов Јуриј Зинкевич |  |
| 29. октобар 2018 19:30 | Детаљи | Четвртине: 26:23, 24:13, 35:22, 23:26                                                               |          |                                                            | УСК ЦСКА, Москва Гледаоци: 1.703 Судије: Антон Махлин Сергеј Михаилов Јуриј Зинкевич |  |
| 29. октобар 2018 19:30 | Детаљи | Поени: Семјон Антонов 18 Скокови: Семјон Антонов, Михаил Кулагин по 5 Асистенције: Михаил Кулагин 7 |          | Еигирдас Жукаускас 14 Еигирдас Жукаускас 7 Тајлер Ларсон 8 | УСК ЦСКА, Москва Гледаоци: 1.703 Судије: Антон Махлин Сергеј Михаилов Јуриј Зинкевич |  |

| 31. октобар 2018 19:30 | Детаљи | ВЕФ                                                                           | 82 : 74 | Калев/Крамо                                                 | Арена Рига, Рига Гледаоци: 3.150 Судије: Томас Јасевичијус Иља Путенко Сергеј Михаилов |  |
| 31. октобар 2018 19:30 | Детаљи | Четвртине: 15:20, 16:17, 29:10, 22:27                                         |         |                                                             | Арена Рига, Рига Гледаоци: 3.150 Судије: Томас Јасевичијус Иља Путенко Сергеј Михаилов |  |
| 31. октобар 2018 19:30 | Детаљи | Поени: Артис Ате 23 Скокови: Андреј Гражулис 8 Асистенције: Винсент Каунсил 7 |         | Чавон Луис 19 Ланден Лукас, Јанари Јоесар по 7 Чавон Луис 6 | Арена Рига, Рига Гледаоци: 3.150 Судије: Томас Јасевичијус Иља Путенко Сергеј Михаилов |  |

### Новембар
| 3. новембар 2018 16:00 | Детаљи | Локомотива Кубањ                                                                | 80 : 85 | Калев/Крамо                            | Баскет хол арена, Краснодар Гледаоци: 2013 Судије: Ингус Бауманис Александар Глишић Мартинас Гудас |  |
| 3. новембар 2018 16:00 | Детаљи | Четвртине: 21:27, 27:24, 22:22, 10:12                                           |         |                                        | Баскет хол арена, Краснодар Гледаоци: 2013 Судије: Ингус Бауманис Александар Глишић Мартинас Гудас |  |
| 3. новембар 2018 16:00 | Детаљи | Поени: Димитриј Кулагин 22 Скокови: Џајуан Џонсон 7 Асистенције: Тревор Лејси 6 |         | Чавон Луис 21 Реџи Линч 7 Чавон Луис 7 | Баскет хол арена, Краснодар Гледаоци: 2013 Судије: Ингус Бауманис Александар Глишић Мартинас Гудас |  |

| 3. новембар 2018 17:30 | Детаљи | Парма | 92 : 83 | Цмоки-Минск                                | УПС Молот, Перм Гледаоци: 3.331 Судије: Роберт Виклицки Мартињш Козловскис Михал Проц |  |
| 3. новембар 2018 17:30 | Детаљи | Четвртине: 30:22, 25:23, 21:17, 16:21                                                                    |         |                                            | УПС Молот, Перм Гледаоци: 3.331 Судије: Роберт Виклицки Мартињш Козловскис Михал Проц |  |
| 3. новембар 2018 17:30 | Детаљи | Поени: Константин Буланов, Тајлер Ларсон по 19 Скокови: Александар Виник 6 Асистенције: Тајлер Ларсон 11 |         | Стефан Муди 16 Стефан Муди 6 Стефан Муди 9 | УПС Молот, Перм Гледаоци: 3.331 Судије: Роберт Виклицки Мартињш Козловскис Михал Проц |  |

| 3. новембар 2018 18:00 | Детаљи | Зенит                                                                            | 116 : 81 | Јенисеј                                                             | Сибур арена, Санкт Петербург Гледаоци: 3.408 Судије: Алексеј Давидов Јуриј Зинкевич Антон Круглов |  |
| 3. новембар 2018 18:00 | Детаљи | Четвртине: 33:22, 35:24, 27:21, 21:14                                            |          |                                                                     | Сибур арена, Санкт Петербург Гледаоци: 3.408 Судије: Алексеј Давидов Јуриј Зинкевич Антон Круглов |  |
| 3. новембар 2018 18:00 | Детаљи | Поени: Евгениј Валиев 22 Скокови: Три играча по 4 Асистенције: Брендон Џенинг 13 |          | Џон Роберсон 20 Глеб Голдирев 4 Џон Роберсон, Д'Анђело Харисон по 3 | Сибур арена, Санкт Петербург Гледаоци: 3.408 Судије: Алексеј Давидов Јуриј Зинкевич Антон Круглов |  |

| 3. новембар 2018 18:00 | Детаљи | Зјелона Гора                                                                                 | 80 : 72 | Нижњи Новгород                                          | Хала СРЦ Зјелона Гора, Зјелона Гора Гледаоци: 2.438 Судије: Николај Амбросов Саулиус Рачис Андрис Аункрогерс |  |
| 3. новембар 2018 18:00 | Детаљи | Четвртине: 15:24, 18:16, 23:18, 24:14                                                        |         |                                                         | Хала СРЦ Зјелона Гора, Зјелона Гора Гледаоци: 2.438 Судије: Николај Амбросов Саулиус Рачис Андрис Аункрогерс |  |
| 3. новембар 2018 18:00 | Детаљи | Поени: Жељко Шакић 14 Скокови: Адам Хричаниук, Жељко Шакић по 8 Асистенције: Лукаш Кошарек 8 |         | Иван Стребков 22 Кристофер Черапович 9 Иван Стребков 10 | Хала СРЦ Зјелона Гора, Зјелона Гора Гледаоци: 2.438 Судије: Николај Амбросов Саулиус Рачис Андрис Аункрогерс |  |

| 4. новембар 2018 17:00 | Детаљи | ЦСКА                                                                                             | 110 : 76 | Автодор                                                       | УСК ЦСКА, Москва Гледаоци: 2.311 Судије: Александар Глишић Иља Путенко Сергеј Круг |  |
| 4. новембар 2018 17:00 | Детаљи | Четвртине: 25:18, 28:28, 29:16, 28:14                                                            |          |                                                               | УСК ЦСКА, Москва Гледаоци: 2.311 Судије: Александар Глишић Иља Путенко Сергеј Круг |  |
| 4. новембар 2018 17:00 | Детаљи | Поени: Михаил Кулагин 20 Скокови: Андреј Воронцевич 6 Асистенције: Нандо де Коло, Иван Ухов по 5 |          | Макензи Мур 16 Дејвид Кравиш 15 Треј Голден, Макензи Мур по 3 | УСК ЦСКА, Москва Гледаоци: 2.311 Судије: Александар Глишић Иља Путенко Сергеј Круг |  |

| 4. новембар 2018 18:00 | Детаљи | УНИКС                                                                    | 89 : 74 | ВЕФ                                                  | Баскет хол Казањ, Казањ Гледаоци: 3.120 Судије: Томаш Травицки Ивор Матејек Јозас Баркаускас |  |
| 4. новембар 2018 18:00 | Детаљи | Четвртине: 16:18, 30:11, 22:11, 21:34                                    |         |                                                      | Баскет хол Казањ, Казањ Гледаоци: 3.120 Судије: Томаш Травицки Ивор Матејек Јозас Баркаускас |  |
| 4. новембар 2018 18:00 | Детаљи | Поени: Ерик Меколум 25 Скокови: Трент Локет 6 Асистенције: Трент Локет 7 |         | Кристапс Јаниченокс 16 Стив Зак 11 Винсент Каунсил 6 | Баскет хол Казањ, Казањ Гледаоци: 3.120 Судије: Томаш Травицки Ивор Матејек Јозас Баркаускас |  |

| 5. новембар 2018 19:30 | Детаљи | Астана | 67 : 76 | Химки                                                          | Сарјарка велодром, Астана Гледаоци: 916 Судије: Петри Ментиле Рајн Перанди Танел Суслов |  |
| 5. новембар 2018 19:30 | Детаљи | Четвртине: 15:17, 13:23, 21:21, 18:15                                                                       |         |                                                                | Сарјарка велодром, Астана Гледаоци: 916 Судије: Петри Ментиле Рајн Перанди Танел Суслов |  |
| 5. новембар 2018 19:30 | Детаљи | Поени: Александар Жигулин 14 Скокови: Александар Жигулин, Ентони Клемонс по 7 Асистенције: Ентони Клемонс 6 |         | Алексеј Швед 28 Џордан Мики, Малколм Томас по 8 Алексеј Швед 5 | Сарјарка велодром, Астана Гледаоци: 916 Судије: Петри Ментиле Рајн Перанди Танел Суслов |  |

| 10. новембар 2018 15:00 | Детаљи | Астана | 83 : 89 | Нижњи Новгород                                       | Сарјарка велодром, Астана Гледаоци: 1.029 Судије: Петр Груша Гатис Салињш Гитис Виљус |  |
| 10. новембар 2018 15:00 | Детаљи | Четвртине: 22:20, 23:23, 17:22, 21:24                                                                                       |         |                                                      | Сарјарка велодром, Астана Гледаоци: 1.029 Судије: Петр Груша Гатис Салињш Гитис Виљус |  |
| 10. новембар 2018 15:00 | Детаљи | Поени: Мајкл Џенкинс, Кенет Хортон по 16 Скокови: Джеј Джеј О’Брајен 8 Асистенције: Джеј Джеј О’Брајен, Ентони Клемонс по 5 |         | Иван Стребков 25 Димитриј Узинскиј 6 Иван Стребков 9 | Сарјарка велодром, Астана Гледаоци: 1.029 Судије: Петр Груша Гатис Салињш Гитис Виљус |  |

| 10. новембар 2018 16:00 | Детаљи | Јенисеј                                                                            | 78 : 99 | УНИКС                                      | Арена Север, Краснојарск Гледаоци: 1.100 Судије: Иља Путенко Антон Махлин Сергеј Негирев |  |
| 10. новембар 2018 16:00 | Детаљи | Четвртине: 17:24, 24:27, 18:23, 19:25                                              |         |                                            | Арена Север, Краснојарск Гледаоци: 1.100 Судије: Иља Путенко Антон Махлин Сергеј Негирев |  |
| 10. новембар 2018 16:00 | Детаљи | Поени: Џон Роберсон 16 Скокови: Д'Анђело Харисон 8 Асистенције: Д'Анђело Харисон 4 |         | Морис Ндур 17 Рејмар Морган 8 Џамар Смит 7 | Арена Север, Краснојарск Гледаоци: 1.100 Судије: Иља Путенко Антон Махлин Сергеј Негирев |  |

| 10. новембар 2018 17:00 | Детаљи | Автодор                                                                       | 95 : 99 | Цмоки-Минск                                                       | ПС Кристал, Саратов Гледаоци: 1.181 Судије: Роберт Виклицки Аре Халико Миндаугас Вечерскис |  |
| 10. новембар 2018 17:00 | Детаљи | Четвртине: 31:27, 23:16, 18:25, 23:31                                         |         |                                                                   | ПС Кристал, Саратов Гледаоци: 1.181 Судије: Роберт Виклицки Аре Халико Миндаугас Вечерскис |  |
| 10. новембар 2018 17:00 | Детаљи | Поени: Дејвид Кравиш 22 Скокови: Дејвид Кравиш 10 Асистенције: Треј Голден 10 |         | Стефан Муди 21 Зизис Сарикопулос 9 Стефан Муди, Девон Садлер по 6 | ПС Кристал, Саратов Гледаоци: 1.181 Судије: Роберт Виклицки Аре Халико Миндаугас Вечерскис |  |

| 11. новембар 2018 17:30 | Детаљи | Локомотива Кубањ                                                                   | 76 : 93 | ЦСКА                                               | Баскет хол арена, Краснодар Гледаоци: 5.596 Судије: Илија Белошевић Петр Паштусјак Семјон Овинов |  |
| 11. новембар 2018 17:30 | Детаљи | Четвртине: 18:32, 21:18, 22:22, 15:21                                              |         |                                                    | Баскет хол арена, Краснодар Гледаоци: 5.596 Судије: Илија Белошевић Петр Паштусјак Семјон Овинов |  |
| 11. новембар 2018 17:30 | Детаљи | Поени: Димитриј Кулагин 18 Скокови: Џамел Маклин 7 Асистенције: Димитриј Кулагин 4 |         | Нандо де Коло 30 Нандо де Коло 8 Серхио Родригез 7 | Баскет хол арена, Краснодар Гледаоци: 5.596 Судије: Илија Белошевић Петр Паштусјак Семјон Овинов |  |

| 11. новембар 2018 18:00 | Детаљи | Зенит                                                                              | 84 : 76 | Парма                                      | Сибур арена, Санкт Петербург Гледаоци: 2.877 Судије: Оскарс Лучис Сергеј Круг Александар Романов |  |
| 11. новембар 2018 18:00 | Детаљи | Четвртине: 22:15, 24:15, 18:26, 20:20                                              |         |                                            | Сибур арена, Санкт Петербург Гледаоци: 2.877 Судије: Оскарс Лучис Сергеј Круг Александар Романов |  |
| 11. новембар 2018 18:00 | Детаљи | Поени: Сергеј Карасјов 24 Скокови: Џејлен Рејнолдс 11 Асистенције: Три играча по 4 |         | Јанис Блумс 18 Рашард Кели 9 Рашард Кели 6 | Сибур арена, Санкт Петербург Гледаоци: 2.877 Судије: Оскарс Лучис Сергеј Круг Александар Романов |  |

| 12. новембар 2018 20:00 | Детаљи | Химки                                                                      | 75 : 51 | ВЕФ                                           | КЦ Химки, Химки Гледаоци: 1.917 Судије: Петр Груша Марек Малишевски Евгениј Михејев |  |
| 12. новембар 2018 20:00 | Детаљи | Четвртине: 17:15, 23:12, 22:11, 13:13                                      |         |                                               | КЦ Химки, Химки Гледаоци: 1.917 Судије: Петр Груша Марек Малишевски Евгениј Михејев |  |
| 12. новембар 2018 20:00 | Детаљи | Поени: Алексеј Швед 16 Скокови: Џордан Мики 17 Асистенције: Алексеј Швед 4 |         | Андреј Гражулис 11 Стив Зак 7 Три играча по 3 | КЦ Химки, Химки Гледаоци: 1.917 Судије: Петр Груша Марек Малишевски Евгениј Михејев |  |

| 13. новембар 2018 19:00 | Детаљи | Калев/Крамо                                                                    | 80 : 77 | Зјелона Гора                                                        | Спортска хала Калев, Талин Гледаоци: 2.000 Судије: Илија Белошевић Алексећ Давидов Станислав Валећев |  |
| 13. новембар 2018 19:00 | Детаљи | Четвртине: 16:21, 25:19, 22:21, 17:16                                          |         |                                                                     | Спортска хала Калев, Талин Гледаоци: 2.000 Судије: Илија Белошевић Алексећ Давидов Станислав Валећев |  |
| 13. новембар 2018 19:00 | Детаљи | Поени: Бранко Мирковић 18 Скокови: Чавон Луис 9 Асистенције: Бранко Мирковић 8 |         | Дарко Планинић, Маркел Старкс по 17 Борис Савовић 6 Маркел Старкс 3 | Спортска хала Калев, Талин Гледаоци: 2.000 Судије: Илија Белошевић Алексећ Давидов Станислав Валећев |  |

| 17. новембар 2018 17:00 | Детаљи | УНИКС                                                                                      | 89 : 64 | Нижњи Новгород                                     | Баскет хол Казањ, Казањ Гледаоци: 2.500 Судије: Алексеј Давидов Оскарс Лучис Станислав Валејев |  |
| 17. новембар 2018 17:00 | Детаљи | Четвртине: 29:16, 15:14, 21:15, 24:19                                                      |         |                                                    | Баскет хол Казањ, Казањ Гледаоци: 2.500 Судије: Алексеј Давидов Оскарс Лучис Станислав Валејев |  |
| 17. новембар 2018 17:00 | Детаљи | Поени: Пјериа Хенри 15 Скокови: Трент Локет, Пјериа Хенри по 4 Асистенције: Пјериа Хенри 6 |         | Кендрик Пери 14 Димитриј Узинскиј 5 Кендрик Пери 4 | Баскет хол Казањ, Казањ Гледаоци: 2.500 Судије: Алексеј Давидов Оскарс Лучис Станислав Валејев |  |

| 18. новембар 2018 15:00 | Детаљи | Химки                                                                     | 85 : 77 | Автодор                                                                        | КЦ Химки, Химки Гледаоци: 2.831 Судије: Семјон Овинов Мартињш Козловскис Јуриј Зинкевич |  |
| 18. новембар 2018 15:00 | Детаљи | Четвртине: 26:20, 26:17, 14:18, 19:22                                     |         |                                                                                | КЦ Химки, Химки Гледаоци: 2.831 Судије: Семјон Овинов Мартињш Козловскис Јуриј Зинкевич |  |
| 18. новембар 2018 15:00 | Детаљи | Поени: Ентони Гил 24 Скокови: Малколм Томас 11 Асистенције: Тони Крокер 6 |         | Треј Голден 20 Перен Бјуфорд, Тре Маклин по 7 Ентони Ајрленд, Треј Голден по 5 | КЦ Химки, Химки Гледаоци: 2.831 Судије: Семјон Овинов Мартињш Козловскис Јуриј Зинкевич |  |

| 18. новембар 2018 16:00 | Детаљи | Локомотива Кубањ                                                                 | 93 : 75 | Парма                                                              | Баскет хол арена, Краснодар Гледаоци: 2.050 Судије: Иља Путенко Антон Махлин Алексеј Ревенко |  |
| 18. новембар 2018 16:00 | Детаљи | Четвртине: 21:26, 25:14, 24:18, 23:17                                            |         |                                                                    | Баскет хол арена, Краснодар Гледаоци: 2.050 Судије: Иља Путенко Антон Махлин Алексеј Ревенко |  |
| 18. новембар 2018 16:00 | Детаљи | Поени: Три играча по 16 Скокови: Џамел Маклин 11 Асистенције: Димитриј Кулагин 8 |         | Коди Џастис, Ејгирдас Жукаускас по 16 Мајкл Хамфри 8 Коди Џастис 4 | Баскет хол арена, Краснодар Гледаоци: 2.050 Судије: Иља Путенко Антон Махлин Алексеј Ревенко |  |

| 18. новембар 2018 16:00 | Детаљи | Јенисеј                                                                    | 109 : 81 | Зјелона Гора                                 | Арена Север, Краснојарск Гледаоци: 1.300 Судије: Рајн Перанди Андреј Шарапа Михел Менисте |  |
| 18. новембар 2018 16:00 | Детаљи | Четвртине: 28:14, 24:17, 33:27, 24:23                                      |          |                                              | Арена Север, Краснојарск Гледаоци: 1.300 Судије: Рајн Перанди Андреј Шарапа Михел Менисте |  |
| 18. новембар 2018 16:00 | Детаљи | Поени: Џон Роберсон 25 Скокови: Тајлер Стоун 7 Асистенције: Џон Роберсон 9 |          | Три играча по 15 Гејб Дево 5 Маркел Старкс 7 | Арена Север, Краснојарск Гледаоци: 1.300 Судије: Рајн Перанди Андреј Шарапа Михел Менисте |  |

| #eee 17:00 | Детаљи | ЦСКА                                                                          | 119 : 88 | Цмоки-Минск                                                       | УСК ЦСКА, Москва Гледаоци: 2.273 Судије: Оскар Лучис Танел Суслов Евгениј Михејев |  |
| #eee 17:00 | Детаљи | Четвртине: 33:24, 21:23, 39:15, 26:26                                         |          |                                                                   | УСК ЦСКА, Москва Гледаоци: 2.273 Судије: Оскар Лучис Танел Суслов Евгениј Михејев |  |
| #eee 17:00 | Детаљи | Поени: Три играча по 15 Скокови: Отело Хантер 6 Асистенције: Михаил Кулагин 5 |          | Ди Джеј Шелтон 17 Виталиј Љутич, Ди Џеј Шелтон по 4 Стефан Муди 4 | УСК ЦСКА, Москва Гледаоци: 2.273 Судије: Оскар Лучис Танел Суслов Евгениј Михејев |  |

| 18. новембар 2018 18:00 | Детаљи | Зенит                                                                               | 100 : 87 | Калев/Крамо                                            | Сибур арена, Санкт Петербург Гледаоци: 2.589 Судије: Здравко Рутешић Андрис Аункрогерс Ивор Матејек |  |
| 18. новембар 2018 18:00 | Детаљи | Четвртине: 24:21, 18:26, 24:11, 34:29                                               |          |                                                        | Сибур арена, Санкт Петербург Гледаоци: 2.589 Судије: Здравко Рутешић Андрис Аункрогерс Ивор Матејек |  |
| 18. новембар 2018 18:00 | Детаљи | Поени: Три играча по 17 Скокови: Џејлен Рејнолдс 7 Асистенције: Владислав Трушкин 5 |          | Бранко Мирковић 17 Кристјан Кангур 5 Бранко Мирковић 8 | Сибур арена, Санкт Петербург Гледаоци: 2.589 Судије: Здравко Рутешић Андрис Аункрогерс Ивор Матејек |  |

| 19. новембар 2018 19:30 | Детаљи | ВЕФ | 71 : 93 | Астана                                                  | Олимпијски спортски центар, Рига Гледаоци: 600 Судије: Марек Цмикевич Сергеј Бељаков Александар Романов |  |
| 19. новембар 2018 19:30 | Детаљи | Четвртине: 23:25, 14:29, 25:10, 9:29                                                                       |         |                                                         | Олимпијски спортски центар, Рига Гледаоци: 600 Судије: Марек Цмикевич Сергеј Бељаков Александар Романов |  |
| 19. новембар 2018 19:30 | Детаљи | Поени: Андреј Гражулис, Стив Зак по 15 Скокови: Андреј Гражулис, Стив Зак по 8 Асистенције: Џабрил Дарам 7 |         | Александар Жигулин 23 Џефри Гросел 9 Џеј Џеј О’Брајен 9 | Олимпијски спортски центар, Рига Гледаоци: 600 Судије: Марек Цмикевич Сергеј Бељаков Александар Романов |  |

| 24. новембар 2018 18:00 | Детаљи | Зенит                                                                                           | 83 : 71 | Зјелона Гора                                     | Сибур арена, Санкт Петербург Гледаоци: 2.613 Судије: Ингус Бауманис Петр Груша Танел Суслов |  |
| 24. новембар 2018 18:00 | Детаљи | Четвртине: 21:15, 21:22, 26:15, 15:19                                                           |         |                                                  | Сибур арена, Санкт Петербург Гледаоци: 2.613 Судије: Ингус Бауманис Петр Груша Танел Суслов |  |
| 24. новембар 2018 18:00 | Детаљи | Поени: Евгениј Воронов, Филип Скраб по 16 Скокови: Џејлен Рејнолдс 8 Асистенције: Филип Скраб 8 |         | Борис Савовић 17 Борис Савовић 7 Маркел Старкс 6 | Сибур арена, Санкт Петербург Гледаоци: 2.613 Судије: Ингус Бауманис Петр Груша Танел Суслов |  |

| 24. новембар 2018 16:00 | Детаљи | Јенисеј                                                                        | 86 : 93 | Локомотива Кубањ                                                          | Арена Север, Краснојарск Гледаоци: 1.150 Судије: Алексеј Давидов Сергеј Бељаков Сергеј Михаилов |  |
| 24. новембар 2018 16:00 | Детаљи | Четвртине: 19:26, 26:17, 23:20, 18:30                                          |         |                                                                           | Арена Север, Краснојарск Гледаоци: 1.150 Судије: Алексеј Давидов Сергеј Бељаков Сергеј Михаилов |  |
| 24. новембар 2018 16:00 | Детаљи | Поени: Џон Роберсон 20 Скокови: Артјом Комисаров 7 Асистенције: Џон Роберсон 5 |         | Димитриј Кулагин 23 Џамел Маклин 12 Ајзеја Вајтхед, Димитриј Хвостов по 5 | Арена Север, Краснојарск Гледаоци: 1.150 Судије: Алексеј Давидов Сергеј Бељаков Сергеј Михаилов |  |

| 25. новембар 2018 17:00 | Детаљи | Автодор                                                                         | 83 : 85 | ВЕФ                                               | ПС Кристал, Саратов Гледаоци: 1.828 Судије: Игор Драгојевић Марчин Ковалски Андреј Шарапа |  |
| 25. новембар 2018 17:00 | Детаљи | Четвртине: 17:24, 32:16, 18:24, 16:21                                           |         |                                                   | ПС Кристал, Саратов Гледаоци: 1.828 Судије: Игор Драгојевић Марчин Ковалски Андреј Шарапа |  |
| 25. новембар 2018 17:00 | Детаљи | Поени: Перен Бјуфорд 19 Скокови: Перрин Бјуфорд 8 Асистенције: Ентони Ајрленд 9 |         | Андреј Гражулис 18 Џабрил Дарам 8 Џабрил Дарам 11 | ПС Кристал, Саратов Гледаоци: 1.828 Судије: Игор Драгојевић Марчин Ковалски Андреј Шарапа |  |

### Децембар
| 7. децембар 2018 18:00 | Детаљи | Калев/Крамо                                                                     | 93 : 82 | Парма                                           | Спортска хала Калев, Талин Гледаоци: 950 Судије: Томаш Травицки Јоргис Лавринавичијусс Јоханес Сарекоски |  |
| 7. децембар 2018 18:00 | Детаљи | Четвртине: 20:20, 27:15, 23:22, 23:25                                           |         |                                                 | Спортска хала Калев, Талин Гледаоци: 950 Судије: Томаш Травицки Јоргис Лавринавичијусс Јоханес Сарекоски |  |
| 7. децембар 2018 18:00 | Детаљи | Поени: Бранко Мирковић 20 Скокови: Арнет Моултри 9 Асистенције: Мартин Дорбек 6 |         | Тајлер Ларсон 26 Мајкл Хамфри 6 Три играча по 3 | Спортска хала Калев, Талин Гледаоци: 950 Судије: Томаш Травицки Јоргис Лавринавичијусс Јоханес Сарекоски |  |

| 7. децембар 2018 19:00 | Детаљи | Нижњи Новгород                                                                          | 75 : 98 | Автодор                                      | ПС Нижњи Новгород, Нижњи Новгород Гледаоци: 2.051 Судије: Ингус Бауманис Сергеј Бељаков Антон Махлин |  |
| 7. децембар 2018 19:00 | Детаљи | Четвртине: 16:15, 20:22, 13:36, 26:25                                                   |         |                                              | ПС Нижњи Новгород, Нижњи Новгород Гледаоци: 2.051 Судије: Ингус Бауманис Сергеј Бељаков Антон Махлин |  |
| 7. децембар 2018 19:00 | Детаљи | Поени: Антон Астапкович 13 Скокови: Владимир Драгичевић 10 Асистенције: Иван Стребков 7 |         | Треј Голден 24 Дејвид Кравиш 9 Треј Голден 7 | ПС Нижњи Новгород, Нижњи Новгород Гледаоци: 2.051 Судије: Ингус Бауманис Сергеј Бељаков Антон Махлин |  |

| 8. децембар 2018 17:00 | Детаљи | Зенит                                                                            | 74 : 77 | УНИКС                                       | Сибур арена, Санкт Петербург Гледаоци: 3.751 Судије: Петри Ментиле Јакуб Замојски Семјон Овинов |  |
| 8. децембар 2018 17:00 | Детаљи | Четвртине: 9:16, 18:19, 21:23, 26:19                                             |         |                                             | Сибур арена, Санкт Петербург Гледаоци: 3.751 Судије: Петри Ментиле Јакуб Замојски Семјон Овинов |  |
| 8. децембар 2018 17:00 | Детаљи | Поени: Џејлен Рејнолдс 16 Скокови: Џејлен Рејнолдс 12 Асистенције: Филип Скраб 6 |         | Џамар Смит 18 Пјериа Хенри 8 Пјериа Хенри 5 | Сибур арена, Санкт Петербург Гледаоци: 3.751 Судије: Петри Ментиле Јакуб Замојски Семјон Овинов |  |

| 8. децембар 2018 17:30 | Детаљи | Цмоки-Минск                                                                            | 91 : 84 | ВЕФ                                                | Фалкон клаб арена, Минск Гледаоци: 949 Судије: Борис Рижик Иља Путенко Станислав Валејев |  |
| 8. децембар 2018 17:30 | Детаљи | Четвртине: 19:26, 23:13, 30:18, 19:27                                                  |         |                                                    | Фалкон клаб арена, Минск Гледаоци: 949 Судије: Борис Рижик Иља Путенко Станислав Валејев |  |
| 8. децембар 2018 17:30 | Детаљи | Поени: Алексеј Тростинецкиј 19 Скокови: Зизис Сарикопулос 8 Асистенције: Стефан Муди 7 |         | Андреј Гражулис 18 Марекс Мејерис 7 Џабрил Дарам 7 | Фалкон клаб арена, Минск Гледаоци: 949 Судије: Борис Рижик Иља Путенко Станислав Валејев |  |

| 9. децембар 2018 16:00 | Детаљи | Локомотива Кубањ                                                                   | 71 : 90 | Астана                                           | Баскет хол арена, Краснодар Гледаоци: 3.377 Судије: Петри Ментиле Михал Проц Гатис Салињш |  |
| 9. децембар 2018 16:00 | Детаљи | Четвртине: 22:19, 20:17, 14:22, 15:32                                              |         |                                                  | Баскет хол арена, Краснодар Гледаоци: 3.377 Судије: Петри Ментиле Михал Проц Гатис Салињш |  |
| 9. децембар 2018 16:00 | Детаљи | Поени: Виталиј Фридзон 13 Скокови: Џајуан Џонсон 9 Асистенције: Димитриј Кулагин 5 |         | Ентони Клемонс 30 Кенет Хортон 16 Кенет Хортон 4 | Баскет хол арена, Краснодар Гледаоци: 3.377 Судије: Петри Ментиле Михал Проц Гатис Салињш |  |

| 9. децембар 2018 18:00 | Детаљи | Зјелона Гора                                                                | 74 : 97 | Химки                                         | Хала СРЦ Зјелона Гора, Зјелона Гора Гледаоци: 2.832 Судије: Роберт Виклицки Аре Халико Саулиус Рачис |  |
| 9. децембар 2018 18:00 | Детаљи | Четвртине: 14:24, 19:30, 23:18, 18:25                                       |         |                                               | Хала СРЦ Зјелона Гора, Зјелона Гора Гледаоци: 2.832 Судије: Роберт Виклицки Аре Халико Саулиус Рачис |  |
| 9. децембар 2018 18:00 | Детаљи | Поени: Гејб Дево 17 Скокови: Јарослав Мокрош 5 Асистенције: Лукаш Кошарек 5 |         | Џордан Мики 21 Џордан Мики 11 Три играча по 5 | Хала СРЦ Зјелона Гора, Зјелона Гора Гледаоци: 2.832 Судије: Роберт Виклицки Аре Халико Саулиус Рачис |  |

| 10. децембар 2018 19:30 | Детаљи | ЦСКА                                                                           | 101 : 71 | Јенисеј                                                | УСК ЦСКА, Москва Гледаоци: 1.424 Судије: Семјон Овинов Сергеј Михаилов Иван Бахтејев |  |
| 10. децембар 2018 19:30 | Детаљи | Четвртине: 16:21, 23:14, 33:19, 29:17                                          |          |                                                        | УСК ЦСКА, Москва Гледаоци: 1.424 Судије: Семјон Овинов Сергеј Михаилов Иван Бахтејев |  |
| 10. децембар 2018 19:30 | Детаљи | Поени: Џоел Боломбој 22 Скокови: Џоел Боломбој 8 Асистенције: Михаил Кулагин 7 |          | Д'Андђело Харисон 15 Д'Анђело Харисон 5 Џон Роберсон 5 | УСК ЦСКА, Москва Гледаоци: 1.424 Судије: Семјон Овинов Сергеј Михаилов Иван Бахтејев |  |

| 15. децембар 2018 17:00 | Детаљи | Автодор                                                                     | 95 : 94 | Зенит                                                        | ПС Кристал, Саратов Гледаоци: 1.915 Судије: Рајн Перанди Оскар Лучис Сергеј Круг |  |
| 15. децембар 2018 17:00 | Детаљи | Четвртине: 19:27, 24:30, 28:16, 24:21                                       |         |                                                              | ПС Кристал, Саратов Гледаоци: 1.915 Судије: Рајн Перанди Оскар Лучис Сергеј Круг |  |
| 15. децембар 2018 17:00 | Детаљи | Поени: Перен Бјуфорд 18 Скокови: Перен Бјуфорд 7 Асистенције: Треј Голден 9 |         | Евгениј Воронов 22 Џејлен Рејнолдс 15 Коди Милер-Мекинтејр 9 | ПС Кристал, Саратов Гледаоци: 1.915 Судије: Рајн Перанди Оскар Лучис Сергеј Круг |  |

| 16. децембар 2018 15:00 | Детаљи | Химки                                                             | 80 : 93 | Нижњи Новгород                                       | КЦ Химки, Химки Гледаоци: 2.443 Судије: Иља Путенко Семјон Овинов Станислав Валејев |  |
| 16. децембар 2018 15:00 | Детаљи | Четвртине: 24 : 25, 16 : 19, 25 : 24, 15 : 25                     |         |                                                      | КЦ Химки, Химки Гледаоци: 2.443 Судије: Иља Путенко Семјон Овинов Станислав Валејев |  |
| 16. децембар 2018 15:00 | Детаљи | Поени: Ди Бост 20 Скокови: Три играча по 4 Асистенције: Ди Бост 6 |         | Евгениј Бабурин 16 Антон Астапкович 6 Кендрик Пери 9 | КЦ Химки, Химки Гледаоци: 2.443 Судије: Иља Путенко Семјон Овинов Станислав Валејев |  |

| 16. децембар 2018 15:00 | Детаљи | Парма                                                                             | 68 : 66 | УНИКС                                         | УПС Молот, Перм Гледаоци: 3.169 Судије: Сергеј Бељаков Антон Махлин Сергеј Негирев |  |
| 16. децембар 2018 15:00 | Детаљи | Четвртине: 20 : 13, 9 : 17, 22 : 19, 17 : 17                                      |         |                                               | УПС Молот, Перм Гледаоци: 3.169 Судије: Сергеј Бељаков Антон Махлин Сергеј Негирев |  |
| 16. децембар 2018 15:00 | Детаљи | Поени: Ејгирдас Жукаускас 17 Скокови: Рашард Кели 11 Асистенције: Тајлер Ларсон 9 |         | Пјериа Хенри 15 Пјериа Хенри 9 Пјериа Хенри 3 | УПС Молот, Перм Гледаоци: 3.169 Судије: Сергеј Бељаков Антон Махлин Сергеј Негирев |  |

| 16. децембар 2018 15:00 | Детаљи | Астана                                                                                               | 105 : 78 | Калев/Крамо                                                        | Сарјарка велодром, Астана Гледаоци: 1.487 Судије: Јакуб Замојски Сергеј Михаилов Јуриј Зинкевич |  |
| 16. децембар 2018 15:00 | Детаљи | Четвртине: 24 : 18, 26 : 16, 31 : 17, 24 : 27                                                        |          |                                                                    | Сарјарка велодром, Астана Гледаоци: 1.487 Судије: Јакуб Замојски Сергеј Михаилов Јуриј Зинкевич |  |
| 16. децембар 2018 15:00 | Детаљи | Поени: Џеј Џеј О’Брајен 23 Скокови: Џеј Џеј О’Брајен, Кенет Хортон по 8 Асистенције: Три играча по 6 |          | Арнет Моултри 23 Кристјан Китсинг 8 Мартин Дорбек, Чавон Луис по 5 | Сарјарка велодром, Астана Гледаоци: 1.487 Судије: Јакуб Замојски Сергеј Михаилов Јуриј Зинкевич |  |

| 16. децембар 2018 16:00 | Детаљи | Локомотива Кубањ                                                                                     | 80 : 69 | Цмоки-Минск                                         | Баскет хол арена, Краснодар Гледаоци: 2.797 Судије: Панајотис Анастополос Дариуш Запољски Андрис Аункрогерс |  |
| 16. децембар 2018 16:00 | Детаљи | Четвртине: 24 : 13, 20 : 14, 21 : 13, 15 : 29                                                        |         |                                                     | Баскет хол арена, Краснодар Гледаоци: 2.797 Судије: Панајотис Анастополос Дариуш Запољски Андрис Аункрогерс |  |
| 16. децембар 2018 16:00 | Детаљи | Поени: Владимир Ивлев 15 Скокови: Владимир Ивлев, Џамел Маклин по 6 Асистенције: Димитриј Хвостов 11 |         | Девон Садлер 20 Александар Семењок 4 Девон Садлер 7 | Баскет хол арена, Краснодар Гледаоци: 2.797 Судије: Панајотис Анастополос Дариуш Запољски Андрис Аункрогерс |  |

| 16. децембар 2018 16:00 | Детаљи | Јенисеј                                                                       | 75 : 67 | ВЕФ                                                        | Арена Север, Краснојарск Гледаоци: 900 Судије: Томаш Травицки Аре Халико Александар Рулов |  |
| 16. децембар 2018 16:00 | Детаљи | Четвртине: 12 : 23, 23 : 13, 21 : 21, 19 : 10                                 |         |                                                            | Арена Север, Краснојарск Гледаоци: 900 Судије: Томаш Травицки Аре Халико Александар Рулов |  |
| 16. децембар 2018 16:00 | Детаљи | Поени: Џон Роберсон 22 Скокови: Мартињш Мејерс 10 Асистенције: Џон Роберсон 7 |         | Артур Аусеис 14 Џабрил Дарам, Стив Зак по 6 Џабрил Дарам 4 | Арена Север, Краснојарск Гледаоци: 900 Судије: Томаш Травицки Аре Халико Александар Рулов |  |

| 22. децембар 2018 16:00 | Детаљи | Јенисеј                                                                  | 80 : 88 | Калев/Крамо                                      | Арена Север, Краснојарск Гледаоци: 1.000 Судије: Ингус Бауманис Михал Проц Кристапс Константинов |  |
| 22. децембар 2018 16:00 | Детаљи | Четвртине: 19 : 25, 15 : 29, 26 : 23, 20 : 11                            |         |                                                  | Арена Север, Краснојарск Гледаоци: 1.000 Судије: Ингус Бауманис Михал Проц Кристапс Константинов |  |
| 22. децембар 2018 16:00 | Детаљи | Поени: Алекс Јанг 17 Скокови: Тајлер Стоун 6 Асистенције: Џон Роберсон 5 |         | Чавон Луис 25 Јанари Јаесар 11 Бранко Мирковић 4 | Арена Север, Краснојарск Гледаоци: 1.000 Судије: Ингус Бауманис Михал Проц Кристапс Константинов |  |

| 22. децембар 2018 18:00 | Детаљи | Зјелона Гора                                                                  | 67 : 73 | Локомотива Кубањ                                | Хала СРЦ Зјелона Гора, Зјелона Гора Гледаоци: 2.925 Судије: Игор Драгојевић Рајн Перанди Георгиос Пурсанидис |  |
| 22. децембар 2018 18:00 | Детаљи | Четвртине: 16 : 18, 14 : 13, 18 : 19, 19 : 23                                 |         |                                                 | Хала СРЦ Зјелона Гора, Зјелона Гора Гледаоци: 2.925 Судије: Игор Драгојевић Рајн Перанди Георгиос Пурсанидис |  |
| 22. децембар 2018 18:00 | Детаљи | Поени: Жељко Шакић 16 Скокови: Јарослав Мокрош 7 Асистенције: Лукаш Кошарек 8 |         | Џајуан Џонсон 15 Џајуан Џонсон 8 Џамел Маклин 5 | Хала СРЦ Зјелона Гора, Зјелона Гора Гледаоци: 2.925 Судије: Игор Драгојевић Рајн Перанди Георгиос Пурсанидис |  |

| 23. децембар 2018 15:00 | Детаљи | Астана                                                                       | 100 : 83 | Автодор                                        | Сарјарка велодром, Астана Гледаоци: 1.034 Судије: Елиас Коромилас Аре Халико Јоханес Сарекоски |  |
| 23. децембар 2018 15:00 | Детаљи | Четвртине: 14 : 20, 20 : 25, 22 : 17, 22 : 16                                |          |                                                | Сарјарка велодром, Астана Гледаоци: 1.034 Судије: Елиас Коромилас Аре Халико Јоханес Сарекоски |  |
| 23. децембар 2018 15:00 | Детаљи | Поени: Џефри Гросел 26 Скокови: Џефри Гросел 8 Асистенције: Ентони Клемонс 9 |          | Треј Голден 19 Перен Бјуфорд 11 Треј Голден 11 | Сарјарка велодром, Астана Гледаоци: 1.034 Судије: Елиас Коромилас Аре Халико Јоханес Сарекоски |  |

| 23. децембар 2018 17:00 | Детаљи | Нижњи Новгород                                                                  | 100 : 98 | Парма                                                  | ПС Нижњи Новгород, Нижњи Новгород Гледаоци: 1.808 Судије: Оскар Лучис Алексеј Давидов Сергеј Круг |  |
| 23. децембар 2018 17:00 | Детаљи | Четвртине: 21 : 18, 12 : 20, 22 : 17, 19 : 19                                   |          |                                                        | ПС Нижњи Новгород, Нижњи Новгород Гледаоци: 1.808 Судије: Оскар Лучис Алексеј Давидов Сергеј Круг |  |
| 23. децембар 2018 17:00 | Детаљи | Поени: Кристофер Черапович 28 Скокови: Иља Попов 6 Асистенције: Кендрик Пери 12 |          | Тајлер Ларсон 23 Ејгирдас Жукаускас 10 Тајлер Ларсон 6 | ПС Нижњи Новгород, Нижњи Новгород Гледаоци: 1.808 Судије: Оскар Лучис Алексеј Давидов Сергеј Круг |  |

| 23. децембар 2018 17:00 | Детаљи | ВЕФ                                                                         | 80 : 107 | ЦСКА                                                 | Арена Рига, Рига Гледаоци: 1.100 Судије: Радомир Војиновић Андреј Шарапа Микел Менисте |  |
| 23. децембар 2018 17:00 | Детаљи | Четвртине: 15 : 32, 24 : 25, 17 : 19, 24 : 31                               |          |                                                      | Арена Рига, Рига Гледаоци: 1.100 Судије: Радомир Војиновић Андреј Шарапа Микел Менисте |  |
| 23. децембар 2018 17:00 | Детаљи | Поени: Клавс Каварс 15 Скокови: Клавс Каварс 6 Асистенције: Џабрил Дарам 10 |          | Серхио Родригез 21 Данијел Хакет 6 Серхио Родригез 6 | Арена Рига, Рига Гледаоци: 1.100 Судије: Радомир Војиновић Андреј Шарапа Микел Менисте |  |

| 23. децембар 2018 18:00 | Детаљи | УНИКС                                                                                       | 88 : 69 | Цмоки-Минск                                         | Баскет хол Казањ, Казањ Гледаоци: 3.164 Судије: Мартињш Козловскис Владимир Јевтовић Евгениј Михејев |  |
| 23. децембар 2018 18:00 | Детаљи | Четвртине: 20 : 22, 14 : 17, 27 : 18, 27 : 12                                               |         |                                                     | Баскет хол Казањ, Казањ Гледаоци: 3.164 Судије: Мартињш Козловскис Владимир Јевтовић Евгениј Михејев |  |
| 23. децембар 2018 18:00 | Детаљи | Поени: Џамар Смит 18 Скокови: Трент Локет 7 Асистенције: Ерик Меколум, Антон Понкрашов по 3 |         | Девон Садлер 18 Зизис Сарикопулос 11 Девон Садлер 7 | Баскет хол Казањ, Казањ Гледаоци: 3.164 Судије: Мартињш Козловскис Владимир Јевтовић Евгениј Михејев |  |

| 24. децембар 2018 20:00 | Детаљи | Химки                                                                           | 90 : 67 | Зенит                                                                  | КЦ Химки, Химки Гледаоци: 1.713 Судије: Елиас Коромилас Ингус Бауманис Алексеј Давидов |  |
| 24. децембар 2018 20:00 | Детаљи | Четвртине: 30 : 15, 17 : 21, 23 : 8, 20 : 23                                    |         |                                                                        | КЦ Химки, Химки Гледаоци: 1.713 Судије: Елиас Коромилас Ингус Бауманис Алексеј Давидов |  |
| 24. децембар 2018 20:00 | Детаљи | Поени: Тони Крокер 20 Скокови: Стефан Марковић 6 Асистенције: Стефан Марковић 6 |         | Џејлен Рејнолдс 16 Џејлен Рејнолдс 8 Сергеј Карасјов, Филип Скраб по 3 | КЦ Химки, Химки Гледаоци: 1.713 Судије: Елиас Коромилас Ингус Бауманис Алексеј Давидов |  |

| 30. децембар2018 17:00 | Детаљи | Калев/Крамо                                                              | 80 : 85 | ЦСКА                                              | Саку Сурхаљ, Талин Гледаоци: 4.900 Судије: Андрис Аункрогерс Гвидас Гедвилас Јоханес Сарекоски |  |
| 30. децембар2018 17:00 | Детаљи | Четвртине: 20 : 19, 20 : 28, 17 : 23, 23 : 15                            |         |                                                   | Саку Сурхаљ, Талин Гледаоци: 4.900 Судије: Андрис Аункрогерс Гвидас Гедвилас Јоханес Сарекоски |  |
| 30. децембар2018 17:00 | Детаљи | Поени: Чавон Луис 16 Скокови: Арнет Моултри 11 Асистенције: Чавон Луис 9 |         | Серхио Родригез 26 Отело Хантер 9 Нандо де Коло 6 | Саку Сурхаљ, Талин Гледаоци: 4.900 Судије: Андрис Аункрогерс Гвидас Гедвилас Јоханес Сарекоски |  |

### Јануар
| 5. јануар 2019 15:30 | Детаљи | Цмоки-Минск                                                                      | 86 : 93 | Автодор                                          | Фалкон клаб арена, Минск Гледаоци: 1.086 Судије: Роберт Виклицки Ингус Бауманис Војцех Лишка |  |
| 5. јануар 2019 15:30 | Детаљи | Четвртине: 17 : 24, 21 : 28, 19 : 20, 29 : 21                                    |         |                                                  | Фалкон клаб арена, Минск Гледаоци: 1.086 Судије: Роберт Виклицки Ингус Бауманис Војцех Лишка |  |
| 5. јануар 2019 15:30 | Детаљи | Поени: Девон Садлер 28 Скокови: Зизис Сарикопулос 8 Асистенције: Девон Садлер 12 |         | Перен Бјуфорд 26 Перен Бјуфорд 10 Треј Голден 10 | Фалкон клаб арена, Минск Гледаоци: 1.086 Судије: Роберт Виклицки Ингус Бауманис Војцех Лишка |  |

| 6. јануар 2019 13:00 | Детаљи | ЦСКА | 92 : 66 | ВЕФ                              | УСК ЦСКА, Москва Гледаоци: 2.893 Судије: Војцех Лишка Марек Малишевски Хрисостомос Скинас |  |
| 6. јануар 2019 13:00 | Детаљи | Четвртине: 30 : 11, 20 : 23, 23 : 18, 19 : 14                                                                         |         |                                  | УСК ЦСКА, Москва Гледаоци: 2.893 Судије: Војцех Лишка Марек Малишевски Хрисостомос Скинас |  |
| 6. јануар 2019 13:00 | Детаљи | Поени: Џоел Боломбој, Михаил Кулагин по 14 Скокови: Џоел Боломбој 6 Асистенције: Михаил Кулагин, Серхио Родригез по 5 |         | Артур Аусеис 16 Марекс Мејерис 9 | УСК ЦСКА, Москва Гледаоци: 2.893 Судије: Војцех Лишка Марек Малишевски Хрисостомос Скинас |  |

| 6. јануар 2019 14:00 | Детаљи | Локомотива Кубањ                                                               | 73 : 41 | Зјелона Гора                             | Баскет хол арена, Краснодар Гледаоци: 2.500 Судије: Срђан Дожаи Саша Маричић Петр Груша |  |
| 6. јануар 2019 14:00 | Детаљи | Четвртине: 13 : 12, 14 : 10, 27 : 12, 19 : 7                                   |         |                                          | Баскет хол арена, Краснодар Гледаоци: 2.500 Судије: Срђан Дожаи Саша Маричић Петр Груша |  |
| 6. јануар 2019 14:00 | Детаљи | Поени: Тревор Лејси 13 Скокови: Џамел Маклин 6 Асистенције: Димитриј Хвостов 4 |         | Ерик Грифин 11 Жељко Шакић 7 Гејб Дево 4 | Баскет хол арена, Краснодар Гледаоци: 2.500 Судије: Срђан Дожаи Саша Маричић Петр Груша |  |

| 6. јануар 2019 16:00 | Детаљи | УНИКС                                                                     | 95 : 92 | Јенисеј                                             | Баскет хол Казањ, Казањ Гледаоци: 2.527 Судије: Иља Путенко Алексеј Давидов Антон Круглов |  |
| 6. јануар 2019 16:00 | Детаљи | Четвртине: 16 : 23, 24 : 20, 25 : 16, 30 : 33                             |         |                                                     | Баскет хол Казањ, Казањ Гледаоци: 2.527 Судије: Иља Путенко Алексеј Давидов Антон Круглов |  |
| 6. јануар 2019 16:00 | Детаљи | Поени: Ерик Меколум 18 Скокови: Мелвин Еџим 7 Асистенције: Пјериа Хенри 9 |         | Мартињш Мејерс 22 Мартињш Мејерс 11 Џон Роберсон 11 | Баскет хол Казањ, Казањ Гледаоци: 2.527 Судије: Иља Путенко Алексеј Давидов Антон Круглов |  |

| 6. јануар 2019 17:00 | Детаљи | Нижњи Новгород                                                                           | 85 : 78 | Астана                                                                   | ПС Нижњи Новгород, Нижњи Новгород Гледаоци: 1.961 Судије: Марчин Ковалски Томислав Вовк Танел Суслов |  |
| 6. јануар 2019 17:00 | Детаљи | Четвртине: 21 : 21, 29 : 14, 21 : 19, 14 : 24                                            |         |                                                                          | ПС Нижњи Новгород, Нижњи Новгород Гледаоци: 1.961 Судије: Марчин Ковалски Томислав Вовк Танел Суслов |  |
| 6. јануар 2019 17:00 | Детаљи | Поени: Кристофер Черапович 27 Скокови: Владимир Драгичевић 8 Асистенције: Кендрик Пери 8 |         | Џеј Џеј О’Брајен 25 Џеј Џеј О’Брајен, Кенет Хортон по 8 Ентони Клемонс 5 | ПС Нижњи Новгород, Нижњи Новгород Гледаоци: 1.961 Судије: Марчин Ковалски Томислав Вовк Танел Суслов |  |

| 6. јануар 2019 17:30 | Детаљи | Парма                                                                            | 78 : 107 | Зенит                                                  | ПС Молот, Перм Гледаоци: 3.973 Судије: Семјон Овинов Станислав Валејев Јуриј Зинкевич |  |
| 6. јануар 2019 17:30 | Детаљи | Четвртине: 23 : 24, 15 : 25, 21 : 25, 19 : 33                                    |          |                                                        | ПС Молот, Перм Гледаоци: 3.973 Судије: Семјон Овинов Станислав Валејев Јуриј Зинкевич |  |
| 6. јануар 2019 17:30 | Детаљи | Поени: Ејгирдас Жукаускас 24 Скокови: Рашард Кели 9 Асистенције: Тајлер Ларсон 7 |          | Коди Милер-Мекинтејр 16 Џејлен Рејнолдс 8 Гал Мекел 10 | ПС Молот, Перм Гледаоци: 3.973 Судије: Семјон Овинов Станислав Валејев Јуриј Зинкевич |  |

| 12. јануар 2019 15:00 | Детаљи | Астана                                                                                               | 79 : 83 | УНИКС                                             | Сарјарка велодром, Астана Гледаоци: 1078 Судије: Ингус Бауманис Рајн Перанди Андреј Шарапа |  |
| 12. јануар 2019 15:00 | Детаљи | Четвртине: 19 : 17, 17 : 26, 27 : 14, 16 : 26                                                        |         |                                                   | Сарјарка велодром, Астана Гледаоци: 1078 Судије: Ингус Бауманис Рајн Перанди Андреј Шарапа |  |
| 12. јануар 2019 15:00 | Детаљи | Поени: Џеј Џеј О’Брајен, Ентони Клемонс по 16 Скокови: Кенет Хортон 11 Асистенције: Ентони Клемонс 6 |         | Ерик Меколум 20 Артјом Клименко 11 Ерик Меколум 4 | Сарјарка велодром, Астана Гледаоци: 1078 Судије: Ингус Бауманис Рајн Перанди Андреј Шарапа |  |

| 13. јануар 2019 15:15 | Детаљи | Цмоки-Минск                                                                   | 82 : 95 | Калев/Крамо                                        | Фалкон клаб арена, Минск Гледаоци: 1.060 Судије: Борис Рижик Семјон Овинов Александар Романов |  |
| 13. јануар 2019 15:15 | Детаљи | Четвртине: 19 : 29, 17 : 26, 21 : 22, 25 : 18                                 |         |                                                    | Фалкон клаб арена, Минск Гледаоци: 1.060 Судије: Борис Рижик Семјон Овинов Александар Романов |  |
| 13. јануар 2019 15:15 | Детаљи | Поени: Брион Раш 21 Скокови: Зизис Сарикопулос 11 Асистенције: Девон Садлер 9 |         | Арнет Моултри 22 Арнет Моултри 8 Бранко Мирковић 8 | Фалкон клаб арена, Минск Гледаоци: 1.060 Судије: Борис Рижик Семјон Овинов Александар Романов |  |

| 13. јануар 2019 17:00 | Детаљи | Зенит                                                                                                   | 103 : 78 | Нижњи Новгород                                  | Сибур арена, Санкт Петербург Гледаоци: 2.411 Судије: Петри Ментиле Алексеј Давидов Сергеј Бељаков |  |
| 13. јануар 2019 17:00 | Детаљи | Четвртине: 19 : 15, 32 : 25, 27 : 19, 25 : 19                                                           |          |                                                 | Сибур арена, Санкт Петербург Гледаоци: 2.411 Судије: Петри Ментиле Алексеј Давидов Сергеј Бељаков |  |
| 13. јануар 2019 17:00 | Детаљи | Поени: Марко Симоновић 16 Скокови: Џејлен Рејнолдс, Џарод Утоф по 8 Асистенције: Коди Милер-Мекинтејр 8 |          | Антон Астапкович 15 Иља Попов 7 Кендрик Пери 11 | Сибур арена, Санкт Петербург Гледаоци: 2.411 Судије: Петри Ментиле Алексеј Давидов Сергеј Бељаков |  |

| 13. јануар 2019 17:00 | Детаљи | ВЕФ                                                                             | 83 : 57 | Зјелона Гора                                       | Олимпијски спортски центар, Рига Гледаоци: 525 Судије: Аре Халико Иља Путенко Јуриј Зинкевич |  |
| 13. јануар 2019 17:00 | Детаљи | Четвртине: 18 : 16, 19 : 17, 23 : 12, 23 : 12                                   |         |                                                    | Олимпијски спортски центар, Рига Гледаоци: 525 Судије: Аре Халико Иља Путенко Јуриј Зинкевич |  |
| 13. јануар 2019 17:00 | Детаљи | Поени: Андреј Гражулис 18 Скокови: Марекс Мејерис 6 Асистенције: Џабрил Дарам 8 |         | Пржемислав Замојски 15 Адам Хрицањук 8 Гејб Дево 5 | Олимпијски спортски центар, Рига Гледаоци: 525 Судије: Аре Халико Иља Путенко Јуриј Зинкевич |  |

| 13. јануар 2019 17:00 | Детаљи | Автодор                                                                     | 93 : 76 | Парма                                       | ПС Кристал, Саратов Гледаоци: 2.013 Судије: Томаш Травицки Петрос Папапетру Антон Махлин |  |
| 13. јануар 2019 17:00 | Детаљи | Четвртине: 25 : 16, 26 : 26, 23 : 17, 19 : 17                               |         |                                             | ПС Кристал, Саратов Гледаоци: 2.013 Судије: Томаш Травицки Петрос Папапетру Антон Махлин |  |
| 13. јануар 2019 17:00 | Детаљи | Поени: Дејвид Кравиш 23 Скокови: Дјвид Кравиш 9 Асистенције: Треј Голден 10 |         | Иван Лазарев 15 Рашард Кели 8 Јанис Блумс 6 | ПС Кристал, Саратов Гледаоци: 2.013 Судије: Томаш Травицки Петрос Папапетру Антон Махлин |  |

| 14. јануар 2019 19:30 | Протокол | ЦСКА                                                                       | 75 : 65 | Химки                                                       | УСК ЦСКА, Москва Гледаоци: 3.102 Судије: Миливоје Јовчић Сашо Петек Алексеј Давидов |  |
| 14. јануар 2019 19:30 | Протокол | Четвртине: 21 : 15, 10 : 19, 27 : 11, 17 : 20                              |         |                                                             | УСК ЦСКА, Москва Гледаоци: 3.102 Судије: Миливоје Јовчић Сашо Петек Алексеј Давидов |  |
| 14. јануар 2019 19:30 | Протокол | Поени: Кори Хигинс 17 Скокови: Вил Клајберн 9 Асистенције: Данијел Хакет 7 |         | Џордан Мики 24 Џордан Мики 11 Ди Бост, Стефан Марковић по 4 | УСК ЦСКА, Москва Гледаоци: 3.102 Судије: Миливоје Јовчић Сашо Петек Алексеј Давидов |  |

| 18. јануар 2019 19:00 | Протокол | Зјелона Гора                                                                  | 88 : 63 | Парма                                       | Хала СРЦ Зјелона Гора, Зјелона Гора Гледаоци: 2.141 Судије: Петри Ментиле Здравко Рутешић Харис Каракацунис |  |
| 18. јануар 2019 19:00 | Протокол | Четвртине: 31 : 17, 16 : 19, 22 : 13, 19 : 14                                 |         |                                             | Хала СРЦ Зјелона Гора, Зјелона Гора Гледаоци: 2.141 Судије: Петри Ментиле Здравко Рутешић Харис Каракацунис |  |
| 18. јануар 2019 19:00 | Протокол | Поени: Дарко Планинић 16 Скокови: Жељко Шакић 10 Асистенције: Маркел Старкс 9 |         | Кен Браун 13 Александар Виник 6 Кен Браун 6 | Хала СРЦ Зјелона Гора, Зјелона Гора Гледаоци: 2.141 Судије: Петри Ментиле Здравко Рутешић Харис Каракацунис |  |

| 19. јануар 2019 17:00 | Протокол | ВЕФ                                                                       | 65 : 67 | Нижњи Новгород                                     | Олимпијски спортски центар, Рига Гледаоци: 315 Судије: Борис Рижик Рајн Перанди Михал Проц |  |
| 19. јануар 2019 17:00 | Протокол | Четвртине: 17 : 25, 19 : 19, 17 : 14, 12 : 9                              |         |                                                    | Олимпијски спортски центар, Рига Гледаоци: 315 Судије: Борис Рижик Рајн Перанди Михал Проц |  |
| 19. јануар 2019 17:00 | Протокол | Поени: Ендру Ендруз 12 Скокови: Стив Зак 11 Асистенције: Марекс Мејерис 6 |         | Ијанн Хамер 16 Ијан Хамер 14 Владимир Драгичевић 6 | Олимпијски спортски центар, Рига Гледаоци: 315 Судије: Борис Рижик Рајн Перанди Михал Проц |  |

| 19. јануар 2019 17:00 | Протокол | Автодор                                                                     | 95 : 102 | Локомотива Кубањ                                                   | ПС Кристал, Саратов Гледаоци: 2.732 Судије: Александар Глишић Семјон Овинов Сергеј Круг |  |
| 19. јануар 2019 17:00 | Протокол | Четвртине: 20 : 23, 19 : 25, 33 : 20, 23 : 34                               |          |                                                                    | ПС Кристал, Саратов Гледаоци: 2.732 Судије: Александар Глишић Семјон Овинов Сергеј Круг |  |
| 19. јануар 2019 17:00 | Протокол | Поени: Перен Бјуфорд 24 Скокови: Три играча по 6 Асистенције: Треј Голден 8 |          | Дорел Рајт 27 Владимир Ивлев 6 Тревор Лејси, Димитриј Хвостов по 6 | ПС Кристал, Саратов Гледаоци: 2.732 Судије: Александар Глишић Семјон Овинов Сергеј Круг |  |

| 19. јануар 2019 18:00 | Протокол | УНИКС                                                                                   | 76 : 74 | Калев/Крамо                                                                   | Баскет хол Казањ, Казањ Гледаоци: 3.124 Судије: Срђан Дожаи Андрис Аункрогерс Евгениј Михејев |  |
| 19. јануар 2019 18:00 | Протокол | Четвртине: 23 : 22, 21 : 14, 17 : 24, 15 : 14                                           |         |                                                                               | Баскет хол Казањ, Казањ Гледаоци: 3.124 Судије: Срђан Дожаи Андрис Аункрогерс Евгениј Михејев |  |
| 19. јануар 2019 18:00 | Протокол | Поени: Џамар Смит 21 Скокови: Морис Ндур 12 Асистенције: Трент Локет, Ерик Меколум по 4 |         | Чавон Луис 18 Чавон Луис, Арнет Моултри по 6 Чавон Луис, Бранко Мирковић по 5 | Баскет хол Казањ, Казањ Гледаоци: 3.124 Судије: Срђан Дожаи Андрис Аункрогерс Евгениј Михејев |  |

| 20. јануар 2019 15:00 | Протокол | Химки                                                                 | 70 : 50 | Цмоки-Минск                                          | КЦ Химки, Химки Гледаоци: 2.895 Судије: Александар Глишић Јоханес Сарекоски Александар Рулов |  |
| 20. јануар 2019 15:00 | Протокол | Четвртине: 18 : 19, 16 : 11, 22 : 10, 14 : 10                         |         |                                                      | КЦ Химки, Химки Гледаоци: 2.895 Судије: Александар Глишић Јоханес Сарекоски Александар Рулов |  |
| 20. јануар 2019 15:00 | Протокол | Поени: Џордан Мики 16 Скокови: Андреј Зубков 7 Асистенције: Ди Бост 4 |         | Виталиј Љутич 15 Зизис Сарикопулос 10 Девон Садлер 6 | КЦ Химки, Химки Гледаоци: 2.895 Судије: Александар Глишић Јоханес Сарекоски Александар Рулов |  |

| 20. јануар 2019 16:00 | Протокол | Јенисеј                                                                          | 93 : 84 | Астана                                             | Арена Север, Краснојарск Гледаоци: 1.100 Судије: Јакуб Замојски Оскар Лучис Саулиус Рачис |  |
| 20. јануар 2019 16:00 | Протокол | Четвртине: 26 : 24, 29 : 22, 17 : 16, 21 : 22                                    |         |                                                    | Арена Север, Краснојарск Гледаоци: 1.100 Судије: Јакуб Замојски Оскар Лучис Саулиус Рачис |  |
| 20. јануар 2019 16:00 | Протокол | Поени: Д'Анђело Харисон 17 Скокови: Мартињш Мејерс 9 Асистенције: Џон Роберсон 7 |         | Џеј Џеј О’Брајен 21 Кенет Хортон 9 Мајкл Џенкинс 5 | Арена Север, Краснојарск Гледаоци: 1.100 Судије: Јакуб Замојски Оскар Лучис Саулиус Рачис |  |

| 20. јануар 2019 18:00 | Протокол | Зенит                                                                           | 93 : 86 | ЦСКА                                                  | Спортски центар Јубилејни, Санкт Петербург Гледаоци: 5.052 Судије: Петр Пастусјак Игор Драгојевић Мартињш Козловскис |  |
| 20. јануар 2019 18:00 | Протокол | Четвртине: 34 : 24, 18 : 20, 20 : 24, 21 : 18                                   |         |                                                       | Спортски центар Јубилејни, Санкт Петербург Гледаоци: 5.052 Судије: Петр Пастусјак Игор Драгојевић Мартињш Козловскис |  |
| 20. јануар 2019 18:00 | Протокол | Поени: Џејлен Рејнолдс 21 Скокови: Џејлен Рејнолдс 8 Асистенције: Филип Скраб 5 |         | Серхио Родригез 15 Џоел Боломбој 12 Серхио Родригез 4 | Спортски центар Јубилејни, Санкт Петербург Гледаоци: 5.052 Судије: Петр Пастусјак Игор Драгојевић Мартињш Козловскис |  |

| 26. јануар 2019 17:00 | Протокол | Нижњи Новгород                                                           | 91 : 85 | УНИКС                                            | ПС Нижњи Новгород, Нижний Новгород Гледаоци: 2.176 Судије: Томаш Травицки Мартињш Козловскис Сергеј Круг |  |
| 26. јануар 2019 17:00 | Протокол | Четвртине: 13 : 12, 18 : 26, 38 : 25, 22 : 22                            |         |                                                  | ПС Нижњи Новгород, Нижний Новгород Гледаоци: 2.176 Судије: Томаш Травицки Мартињш Козловскис Сергеј Круг |  |
| 26. јануар 2019 17:00 | Протокол | Поени: Кендрик Пери 27 Скокови: Ијан Хамер 9 Асистенције: Кендрик Пери 8 |         | Ерик Меколум 18 Мелвин Еџим 10 Антон Понкрашов 4 | ПС Нижњи Новгород, Нижний Новгород Гледаоци: 2.176 Судије: Томаш Травицки Мартињш Козловскис Сергеј Круг |  |

| 26. јануар 2019 19:00 | Протокол | Зјелона Гора                                                                 | 72 : 83 | Јенисеј                                                              | Хала СРЦ Зјелона Гора, Зјелона Гора Гледаоци: 2.342 Судије: Саша Маричић Радомир Војинович Рајн Перанди |  |
| 26. јануар 2019 19:00 | Протокол | Четвртине: 18 : 20, 15 : 24, 24 : 21, 15 : 18                                |         |                                                                      | Хала СРЦ Зјелона Гора, Зјелона Гора Гледаоци: 2.342 Судије: Саша Маричић Радомир Војинович Рајн Перанди |  |
| 26. јануар 2019 19:00 | Протокол | Поени: Маркел Старкс 16 Скокови: Жељко Шакић 11 Асистенције: Лукаш Кошарек 8 |         | Алекс Јанг 16 Мартињш Мејерс, Д'Анђело Харисон по 17 Џон Роберсон 11 | Хала СРЦ Зјелона Гора, Зјелона Гора Гледаоци: 2.342 Судије: Саша Маричић Радомир Војинович Рајн Перанди |  |

| 27. јануар 2019 15:00 | Протокол | Астана                                                                                         | 90 : 77 | ВЕФ                                                     | Сарјарка велодром, Астана Гледаоци: 1.654 Судије: Аре Халико Антон Махлин Јуриј Зинкевич |  |
| 27. јануар 2019 15:00 | Протокол | Четвртине: 25 : 20, 24 : 16, 15 : 24, 26 : 17                                                  |         |                                                         | Сарјарка велодром, Астана Гледаоци: 1.654 Судије: Аре Халико Антон Махлин Јуриј Зинкевич |  |
| 27. јануар 2019 15:00 | Протокол | Поени: Стивен Холт 22 Скокови: Стивен Холт 6 Асистенције: Џеј Џеј О’Брајен, Мајкл Џенкинс по 6 |         | Стив Зак 21 Стив Зак 14 Артур Аусеис, Џабрил Дарам по 5 | Сарјарка велодром, Астана Гледаоци: 1.654 Судије: Аре Халико Антон Махлин Јуриј Зинкевич |  |

| 27. јануар 2019 15:30 | Протокол | Цмоки-Минск                                                                  | 61 : 101 | ЦСКА                                             | Фалкон клаб арена, Минск Гледаоци: 1.365 Судије: Ингус Бауманис Николај Амбросов Виљус Мачијулаитис |  |
| 27. јануар 2019 15:30 | Протокол | Четвртине: 16 : 23, 11 : 20, 15 : 28, 19 : 30                                |          |                                                  | Фалкон клаб арена, Минск Гледаоци: 1.365 Судије: Ингус Бауманис Николај Амбросов Виљус Мачијулаитис |  |
| 27. јануар 2019 15:30 | Протокол | Поени: Виталиј Љутич 19 Скокови: Пет играча по 3 Асистенције: Девон Садлер 5 |          | Данијел Хакет 22 Џоел Боломбој 4 Нандо де Коло 6 | Фалкон клаб арена, Минск Гледаоци: 1.365 Судије: Ингус Бауманис Николај Амбросов Виљус Мачијулаитис |  |

| 27. јануар 2019 18:00 | Протокол | Парма                                                                   | 87 : 95 | Локомотива Кубањ                                    | УПС Молот, Перм Гледаоци: 3.259 Судије: Алексеј Давидов Оскар Лучис Андреј Шарапа |  |
| 27. јануар 2019 18:00 | Протокол | Четвртине: 14 : 20, 25 : 28, 23 : 24, 25 : 23                           |         |                                                     | УПС Молот, Перм Гледаоци: 3.259 Судије: Алексеј Давидов Оскар Лучис Андреј Шарапа |  |
| 27. јануар 2019 18:00 | Протокол | Поени: Рашард Кели 18 Скокови: Рашард Кели 12 Асистенције: Кен Браун 16 |         | Димитриј Кулагин 24 Дорел Рајт 7 Димитриј Хвостов 8 | УПС Молот, Перм Гледаоци: 3.259 Судије: Алексеј Давидов Оскар Лучис Андреј Шарапа |  |

| 28. јануар 2019 19:00 | Протокол | Автодор                                                                    | 92 : 100 | Химки                                                              | ПС Кристал, Саратов Гледаоци: 2.294 Судије: Марчин Ковалски Роберт Виклицки Станислав Валејев |  |
| 28. јануар 2019 19:00 | Протокол | Четвртине: 23 : 26, 24 : 24, 23 : 21, 22 : 29                              |          |                                                                    | ПС Кристал, Саратов Гледаоци: 2.294 Судије: Марчин Ковалски Роберт Виклицки Станислав Валејев |  |
| 28. јануар 2019 19:00 | Протокол | Поени: Треј Голден 23 Скокови: Дејвид Кравиш 6 Асистенције: Треј Голден 12 |          | Тони Крокер 18 Стефан Марковић, Сергеј Моња по 6 Стефан Марковић 8 | ПС Кристал, Саратов Гледаоци: 2.294 Судије: Марчин Ковалски Роберт Виклицки Станислав Валејев |  |

| 30. јануар2019 19:30 | Протокол | ЦСКА                                                                            | 102 : 78 | Зјелона Гора                                         | УСК ЦСКА, Москва Гледаоци: 1.322 Судије: Јоргис Лавринавичијус Евгениј Михејев Александар Рулјов |  |
| 30. јануар2019 19:30 | Протокол | Четвртине: 20 : 11, 30 : 26, 25 : 25, 27 : 16                                   |          |                                                      | УСК ЦСКА, Москва Гледаоци: 1.322 Судије: Јоргис Лавринавичијус Евгениј Михејев Александар Рулјов |  |
| 30. јануар2019 19:30 | Протокол | Поени: Нандо де Коло 17 Скокови: Џоел Боломбој 7 Асистенције: Серхио Родригез 6 |          | Михал Соколовски 17 Дарко Планинић 6 Маркел Старкс 4 | УСК ЦСКА, Москва Гледаоци: 1.322 Судије: Јоргис Лавринавичијус Евгениј Михејев Александар Рулјов |  |

### Фебруар
| 2. фебруар 2019 15:00 | Протокол | Цмоки-Минск                                                                                  | 57 : 99 | УНИКС                                               | Фалкон клаб арена, Минск Гледаоци: 709 Судије: Марчин Ковалски Миндаугас Вецерскис Кристопс Константиновс |  |
| 2. фебруар 2019 15:00 | Протокол | Четвртине: 3:21, 14:25, 12:24, 28:29                                                         |         |                                                     | Фалкон клаб арена, Минск Гледаоци: 709 Судије: Марчин Ковалски Миндаугас Вецерскис Кристопс Константиновс |  |
| 2. фебруар 2019 15:00 | Протокол | Поени: Зизис Сарикопулос 16 Скокови: Зизис Сарикопулос 9 Асистенције: Алексеј Тростинецкиј 2 |         | Максим Шелекето 18 Пјериа Хенри 6 Антон Понкрашов 4 | Фалкон клаб арена, Минск Гледаоци: 709 Судије: Марчин Ковалски Миндаугас Вецерскис Кристопс Константиновс |  |

| 2. фебруар 2019 17:00 | Протокол | Автодор                                                                     | 64 : 88 | Астана                                                  | ПС Кристал, Саратов Гледаоци: 2.241 Судије: Рајн Перанди Андрис Аункрогерс Андреј Шарапа |  |
| 2. фебруар 2019 17:00 | Протокол | Четвртине: 14:19, 20:14, 14:31, 16:24                                       |         |                                                         | ПС Кристал, Саратов Гледаоци: 2.241 Судије: Рајн Перанди Андрис Аункрогерс Андреј Шарапа |  |
| 2. фебруар 2019 17:00 | Протокол | Поени: Перен Бјуфорд 16 Скокови: Дејвид Кравиш 12 Асистенције: Тре Голден 6 |         | Кенет Хортон 20 Џеј Џеј О’Брајен 8 Александар Жигулин 4 | ПС Кристал, Саратов Гледаоци: 2.241 Судије: Рајн Перанди Андрис Аункрогерс Андреј Шарапа |  |

| 2. фебруар 2019 17:30 | Протокол | Парма                                                                              | 80 : 85 | Нижњи Новгород                                        | УПС Молот, Перм Гледаоци: 3.039 Судије: Роберт Виклицкиј Антон Махлин Станислав Валејев |  |
| 2. фебруар 2019 17:30 | Протокол | Четвртине: 33:18, 18:24, 11:23, 18:20                                              |         |                                                       | УПС Молот, Перм Гледаоци: 3.039 Судије: Роберт Виклицкиј Антон Махлин Станислав Валејев |  |
| 2. фебруар 2019 17:30 | Протокол | Поени: Ејгирдас Жукаускас 21 Скокови: Александар Виник 11 Асистенције: Кен Браун 8 |         | Иван Стребков 23 Владимир Драгичевић 8 Кендрик Пери 9 | УПС Молот, Перм Гледаоци: 3.039 Судије: Роберт Виклицкиј Антон Махлин Станислав Валејев |  |

| 3. фебруар 2019 17:00 | Протокол | ЦСКА                                                                            | 70 : 57 | Локомотива Кубањ                                       | УСК ЦСКА, Москва Гледаоци: 3.577 Судије: Миливоје Јовчић Аре Халико Иља Путенко |  |
| 3. фебруар 2019 17:00 | Протокол | Четвртине: 24:19, 11:12, 16:9, 19:17                                            |         |                                                        | УСК ЦСКА, Москва Гледаоци: 3.577 Судије: Миливоје Јовчић Аре Халико Иља Путенко |  |
| 3. фебруар 2019 17:00 | Протокол | Поени: Нандо де Коло 16 Скокови: Никита Курбанов 7 Асистенције: Нандо де Коло 4 |         | Димитриј Хвостов 10 Џаџуан Џонсон 9 Димитриј Хвостов 4 | УСК ЦСКА, Москва Гледаоци: 3.577 Судије: Миливоје Јовчић Аре Халико Иља Путенко |  |

| 3. фебруар 2019 19:30 | Протокол | Зенит                                                                            | 86 : 82 | Химки                                            | Спортски центар Јубилејни, Санкт Петербург Гледаоци: 4.031 Судије: Јакуб Замојски Ингус Бауманис Семјон Овинов |  |
| 3. фебруар 2019 19:30 | Протокол | Четвртине: 15:22, 21:16, 25:26, 25:18                                            |         |                                                  | Спортски центар Јубилејни, Санкт Петербург Гледаоци: 4.031 Судије: Јакуб Замојски Ингус Бауманис Семјон Овинов |  |
| 3. фебруар 2019 19:30 | Протокол | Поени: Марко Симоновић 22 Скокови: Џејлен Рејндолс 11 Асистенције: Филип Скраб 6 |         | Џордан Мики 22 Малколм Томас 6 Стефан Марковић 6 | Спортски центар Јубилејни, Санкт Петербург Гледаоци: 4.031 Судије: Јакуб Замојски Ингус Бауманис Семјон Овинов |  |

| 4. фебруар 2019 19:00 | Протокол | Калев/Крамо                                                                 | 75 : 85 | ВЕФ                                                | Спортска хала Калев, Талин Гледаоци: 1.750 Судије: Томас Јасевичијусс Николај Амбросов Иља Путенко |  |
| 4. фебруар 2019 19:00 | Протокол | Четвртине: 19:24, 17:16, 22:18, 17:27                                       |         |                                                    | Спортска хала Калев, Талин Гледаоци: 1.750 Судије: Томас Јасевичијусс Николај Амбросов Иља Путенко |  |
| 4. фебруар 2019 19:00 | Протокол | Поени: Реџи Линч 14 Скокови: Арнет Моултри 8 Асистенције: Бранко Мирковић 7 |         | Андрис Мистерс 15 Марекс Мејерис 10 Џабрил Дарам 7 | Спортска хала Калев, Талин Гледаоци: 1.750 Судије: Томас Јасевичијусс Николај Амбросов Иља Путенко |  |

| 10. фебруар 2019 15:00 | Протокол | Цмоки-Минск                                                                       | 68 : 79 | Зенит                                                  | Фалкон клаб арена, Минск Гледаоци: 966 Судије: Томислав Вовк Сергеј Зашчук Микел Манисте |  |
| 10. фебруар 2019 15:00 | Протокол | Четвртине: 23:27, 13:24, 13:23, 19:5                                              |         |                                                        | Фалкон клаб арена, Минск Гледаоци: 966 Судије: Томислав Вовк Сергеј Зашчук Микел Манисте |  |
| 10. фебруар 2019 15:00 | Протокол | Поени: Џамар Абрамс 17 Скокови: Владимир Михаиловић 7 Асистенције: Девон Садлер 6 |         | Џејлен Рејноолдс 24 Џејлен Рејнолдс 8 Евгениј Валиев 5 | Фалкон клаб арена, Минск Гледаоци: 966 Судије: Томислав Вовк Сергеј Зашчук Микел Манисте |  |

| 10. фебруар 2019 17:00 | Протокол | Зјелона Гора                                                               | 108 : 100 | Автодор                                            | Хала СРЦ Зјелона Гора, Зјелона Гора Гледаоци: 2.460 Судије: Ингус Бауманис Срђан Дожаи Танел Суслов |  |
| 10. фебруар 2019 17:00 | Протокол | Четвртине: 20:24, 24:24, 29:23, 35:29                                      |           |                                                    | Хала СРЦ Зјелона Гора, Зјелона Гора Гледаоци: 2.460 Судије: Ингус Бауманис Срђан Дожаи Танел Суслов |  |
| 10. фебруар 2019 17:00 | Протокол | Поени: Жељко Шакић 19 Скокови: Жељко Шакић 14 Асистенције: Лукаш Кошарек 5 |           | Перен Бјуфорд 22 Артјом Забелин 5 Ентони Ајрленд 7 | Хала СРЦ Зјелона Гора, Зјелона Гора Гледаоци: 2.460 Судије: Ингус Бауманис Срђан Дожаи Танел Суслов |  |

| 11. фебруар 2019 19:00 | Протокол | УНИКС                                                                          | 71 : 68 | ЦСКА                                               | Баскет хол Казањ, Казањ Гледаоци: 5.144 Судије: Петри Ментиле Томас Јасевичијусс Семјон Овинов |  |
| 11. фебруар 2019 19:00 | Протокол | Четвртине: 10:18, 16:12, 15:18, 30:20                                          |         |                                                    | Баскет хол Казањ, Казањ Гледаоци: 5.144 Судије: Петри Ментиле Томас Јасевичијусс Семјон Овинов |  |
| 11. фебруар 2019 19:00 | Протокол | Поени: Рејмар Морган 18 Скокови: Рејмар Морган 10 Асистенције: Трентон Локет 3 |         | Нандо де Коло 19 Никита Курбанов 6 Нандо де Коло 3 | Баскет хол Казањ, Казањ Гледаоци: 5.144 Судије: Петри Ментиле Томас Јасевичијусс Семјон Овинов |  |

| 11. фебруар 2019 19:00 | Протокол | Калев/Крамо                                                                      | 109 : 91 | Јенисеј                                      | Саку Сурхаљ, Талин Гледаоци: 850 Судије: Марчин Ковалски Саулис Рачис Здравко Рутешић |  |
| 11. фебруар 2019 19:00 | Протокол | Четвртине: 34:32, 23:19, 24:21, 28:19                                            |          |                                              | Саку Сурхаљ, Талин Гледаоци: 850 Судије: Марчин Ковалски Саулис Рачис Здравко Рутешић |  |
| 11. фебруар 2019 19:00 | Протокол | Поени: Арнет Моултри 23 Скокови: Јанари Јоесар 9 Асистенције: Бранко Мирковић 12 |          | Џон Роберсон 20 Алекс Јанг 7 Денис Захаров 6 | Саку Сурхаљ, Талин Гледаоци: 850 Судије: Марчин Ковалски Саулис Рачис Здравко Рутешић |  |

| 11. фебруар 2019 20:00 | Протокол | Химки                                                                         | 82 : 84 | Локомотива Кубањ                       | КЦ Химки, Химки Гледаоци: 2.899 Судије: Елиас Коромилас Рајн Перанди Андрис Аункрогерс |  |
| 11. фебруар 2019 20:00 | Протокол | Четвртине: 19:20, 19:27, 29:24, 15:13                                         |         |                                        | КЦ Химки, Химки Гледаоци: 2.899 Судије: Елиас Коромилас Рајн Перанди Андрис Аункрогерс |  |
| 11. фебруар 2019 20:00 | Протокол | Поени: Џордан Мики 17 Скокови: Малколм Томас 8 Асистенције: Стефан Марковић 7 |         | Димитриј Кулагин 17 Димитриј Кулагин 8 | КЦ Химки, Химки Гледаоци: 2.899 Судије: Елиас Коромилас Рајн Перанди Андрис Аункрогерс |  |

| 12. фебруар 2019 19:30 | Протокол | Астана                                                                        | 84 : 70 | Зјелона Гора                                         | Сарјарка велодром, Астана Гледаоци: 923 Судије: Алексеј Давидов Сергеј Зашчук Александар Романов |  |
| 12. фебруар 2019 19:30 | Протокол | Четвртине: 21:15, 24:17, 12:17, 27:21                                         |         |                                                      | Сарјарка велодром, Астана Гледаоци: 923 Судије: Алексеј Давидов Сергеј Зашчук Александар Романов |  |
| 12. фебруар 2019 19:30 | Протокол | Поени: Кенет Хортон 21 Скокови: Кенет Хортон 11 Асистенције: Ентони Клемонс 9 |         | Пржемислав Замојски 14 Жељко Шакић 7 Лукаш Кошарек 4 | Сарјарка велодром, Астана Гледаоци: 923 Судије: Алексеј Давидов Сергеј Зашчук Александар Романов |  |

| 14. фебруар 2019 19:00 | Протокол | Автодор                                                                           | 112 : 109 | Калев/Крамо                                   | ПС Кристалл, Саратов Гледаоци: 1971 Судије: Петри Ментиле Дариуш Запољски Кристопс Константиновс |  |
| 14. фебруар 2019 19:00 | Протокол | Четвртине: 31:32, 25:28, 20:21, 36:28                                             |           |                                               | ПС Кристалл, Саратов Гледаоци: 1971 Судије: Петри Ментиле Дариуш Запољски Кристопс Константиновс |  |
| 14. фебруар 2019 19:00 | Протокол | Поени: Никита Михаиловскиј 22 Скокови: Дејвид Кравиш 13 Асистенције: Тре Голден 7 |           | Чавон Луис 24 Арнет Моултри 9 Бранко Мирковић | ПС Кристалл, Саратов Гледаоци: 1971 Судије: Петри Ментиле Дариуш Запољски Кристопс Константиновс |  |

| 14. фебруар 2019 20:00 | Протокол | Зенит                                                                                     | 101 : 102 | ВЕФ                                             | Спортски центар Јубилејни, Санкт Петербург Гледаоци: 2.837 Судије: Радомир Војиновић Андреј Шарапа Мартинас Гудас |  |
| 14. фебруар 2019 20:00 | Протокол | Четвртине: 15:14, 21:20, 24:19, 11:11                                                     |           |                                                 | Спортски центар Јубилејни, Санкт Петербург Гледаоци: 2.837 Судије: Радомир Војиновић Андреј Шарапа Мартинас Гудас |  |
| 14. фебруар 2019 20:00 | Протокол | Поени: Џејлен Рејнолдс 32 Скокови: Џејлен Рејнолдс 11 Асистенције: Коди Милер-Мекинтејр 7 |           | Андрис Мистерс 21 Марекс Мејерис 8 Глен Кози 10 | Спортски центар Јубилејни, Санкт Петербург Гледаоци: 2.837 Судије: Радомир Војиновић Андреј Шарапа Мартинас Гудас |  |

| 15. фебруар 2019 19:00 | Протокол | УНИКС                                                                      | 73 : 58 | Химки                                             | Баскет хол Казањ, Казањ Гледаоци: 4.983 Судије: Роберт Виклицкиј Аре Халико Алексеј Давидов |  |
| 15. фебруар 2019 19:00 | Протокол | Четвртине: 21:9, 17:15, 16:21, 19:13                                       |         |                                                   | Баскет хол Казањ, Казањ Гледаоци: 4.983 Судије: Роберт Виклицкиј Аре Халико Алексеј Давидов |  |
| 15. фебруар 2019 19:00 | Протокол | Поени: Рејмар Морган 23 Скокови: Мелвин Еџим 9 Асистенције: Пјериа Хенри 6 |         | Џордан Мики 21 Антонио Крокер 6 Стефан Марковић 7 | Баскет хол Казањ, Казањ Гледаоци: 4.983 Судије: Роберт Виклицкиј Аре Халико Алексеј Давидов |  |

| 15. фебруар 2019 19:30 | Протокол | Парма                                                                        | 69 : 79 | ЦСКА                                             | УПС Молот, Перм Гледаоци: 6.399 Судије: Сергеј Бељаков Сергеј Михаилов Сергеј Негирев |  |
| 15. фебруар 2019 19:30 | Протокол | Четвртине: 16:24, 20:13, 16:30, 17:12                                        |         |                                                  | УПС Молот, Перм Гледаоци: 6.399 Судије: Сергеј Бељаков Сергеј Михаилов Сергеј Негирев |  |
| 15. фебруар 2019 19:30 | Протокол | Поени: Ејгирдас Жукаускас 14 Скокови: Рашард Кели 6 Асистенције: Кен Браун 6 |         | Вил Клајберн 18 Вил Клајберн 8 Серхио Родригез 7 | УПС Молот, Перм Гледаоци: 6.399 Судије: Сергеј Бељаков Сергеј Михаилов Сергеј Негирев |  |

| 15. фебруар 2019 20:00 | Протокол | Локомотива Кубањ                                                                       | 78 : 71 | Нижњи Новгород                          | Баскет хол арена, Краснодар Гледаоци: 2.563 Судије: Ингус Бауманис Семјон Овинов Сергеј Круг |  |
| 15. фебруар 2019 20:00 | Протокол | Четвртине: 20:21, 17:15, 11:19, 30:16                                                  |         |                                         | Баскет хол арена, Краснодар Гледаоци: 2.563 Судије: Ингус Бауманис Семјон Овинов Сергеј Круг |  |
| 15. фебруар 2019 20:00 | Протокол | Поени: Димитриј Кулагин 19 Скокови: Димитриј Хвостов 5 Асистенције: Димитриј Кулагин 4 |         | Ијан Хамер 22 Ијан Хамер 6 Кендрик Пери | Баскет хол арена, Краснодар Гледаоци: 2.563 Судије: Ингус Бауманис Семјон Овинов Сергеј Круг |  |

| 27. фебруар 2019 19:30 | Протокол | Парма                                                                                           | 80 : 85 | Астана                                               | УПС Молот, Перм Гледаоци: 4.340 Судије: Јакуб Замојски Радомир Војиновић Гатис Салињш |  |
| 27. фебруар 2019 19:30 | Протокол | Четвртине: 28 : 22, 17 : 26, 20 : 22, 15 : 15                                                   |         |                                                      | УПС Молот, Перм Гледаоци: 4.340 Судије: Јакуб Замојски Радомир Војиновић Гатис Салињш |  |
| 27. фебруар 2019 19:30 | Протокол | Поени: Кен Браун, Константин Буланов по 14 Скокови: Александар Виник 8 Асистенције: Кен Браун 8 |         | Џеј Џеј О’Брајен 23 Кенет Хортон 10 Ентони Клемонс 5 | УПС Молот, Перм Гледаоци: 4.340 Судије: Јакуб Замојски Радомир Војиновић Гатис Салињш |  |

### Март
| 1. март 2019 19:00 | Протокол | Нижњи Новгород                                                                         | 85 : 83 | Зенит                                             | ФОК «Мешчерскиј», Нижњи Новгород Гледаоци: 792 Судије: Семјон Овинов Сергеј Бељаков Станислав Валејев |  |
| 1. март 2019 19:00 | Протокол | Четвртине: 17:26, 15:18, 25:18, 17:12                                                  |         |                                                   | ФОК «Мешчерскиј», Нижњи Новгород Гледаоци: 792 Судије: Семјон Овинов Сергеј Бељаков Станислав Валејев |  |
| 1. март 2019 19:00 | Протокол | Поени: Евгениј Бабурин 22 Скокови: Владимир Драгичевић 13 Асистенције: Кендрик Пери 10 |         | Џејлен Рејнолдс 25 Марко Симоновић 6 Шон Арманд 5 | ФОК «Мешчерскиј», Нижњи Новгород Гледаоци: 792 Судије: Семјон Овинов Сергеј Бељаков Станислав Валејев |  |

| 2. март 2019 17:30 | Протокол | Парма                                                                        | 93 : 105 | Автодор                                         | УПС Молот, Перм Гледаоци: 4.228 Судије: Аре Халико Андрис Аункрогерс Антон Круглов |  |
| 2. март 2019 17:30 | Протокол | Четвртине: 40:28, 23:23, 14:24, 16:30                                        |          |                                                 | УПС Молот, Перм Гледаоци: 4.228 Судије: Аре Халико Андрис Аункрогерс Антон Круглов |  |
| 2. март 2019 17:30 | Протокол | Поени: Ејгирдас Жукаускас 18 Скокови: Рашард Кели 6 Асистенције: Кен Браун 8 |          | Перен Бјуфорд 30 Дејвид Кравиш 11 Тре Голден 15 | УПС Молот, Перм Гледаоци: 4.228 Судије: Аре Халико Андрис Аункрогерс Антон Круглов |  |

| 2. март 2019 16:00 | Протокол | Локомотива Кубањ                                                                | 79 : 67 | Јенисеј                                            | Баскет хол арена, Краснодар Гледаоци: 2.673 Судије: Мартињш Козловскис Алексеј Давидов Иван Бахтејев |  |
| 2. март 2019 16:00 | Протокол | Четвртине: 16:20, 15:10, 24:19, 24:18                                           |         |                                                    | Баскет хол арена, Краснодар Гледаоци: 2.673 Судије: Мартињш Козловскис Алексеј Давидов Иван Бахтејев |  |
| 2. март 2019 16:00 | Протокол | Поени: Џаџуан Џонсон 14 Скокови: Џамел Маклин 6 Асистенције: Димитриј Кулагин 4 |         | Џон Роберсон 18 Д'Aнђело Харисон 11 Џон Роберсон 4 | Баскет хол арена, Краснодар Гледаоци: 2.673 Судије: Мартињш Козловскис Алексеј Давидов Иван Бахтејев |  |

| 2. март 2019 18:00 | Протокол | УНИКС                                                                     | 95 : 98 | Астана                                                | Баскет хол Казањ, Казањ Гледаоци: 3.523 Судије: Томаш Травицски Оскарс Лучис Танел Суслов |  |
| 2. март 2019 18:00 | Протокол | Четвртине: 22:21, 25:25, 20:26, 28:26                                     |         |                                                       | Баскет хол Казањ, Казањ Гледаоци: 3.523 Судије: Томаш Травицски Оскарс Лучис Танел Суслов |  |
| 2. март 2019 18:00 | Протокол | Поени: Пјериа Хенри 34 Скокови: Мелвин Еџим 7 Асистенције: Пјериа Хенри 7 |         | Мајкл Џенкинс 24 Џеј Џеј О’Брајен 13 Ентони Клемонс 6 | Баскет хол Казањ, Казањ Гледаоци: 3.523 Судије: Томаш Травицски Оскарс Лучис Танел Суслов |  |

| 3. март 2019 17:00 | Протокол | Калев/Крамо                                                               | 108 : 83 | Цмоки-Минск                                                | Спортска хала Калев, Талин Гледаоци: 1.200 Судије: Ингус Бауманис Сергеј Круг Сергеј Михаилов |  |
| 3. март 2019 17:00 | Протокол | Четвртине: 24:23, 33:20, 18:21, 33:19                                     |          |                                                            | Спортска хала Калев, Талин Гледаоци: 1.200 Судије: Ингус Бауманис Сергеј Круг Сергеј Михаилов |  |
| 3. март 2019 17:00 | Протокол | Поени: Арнет Моултри 26 Скокови: Максим Салаш 6 Асистенције: Тони Ротен 8 |          | Девон Садлер 19 Зизис Сарикопулос 10 Владимир Михаиловић 7 | Спортска хала Калев, Талин Гледаоци: 1.200 Судије: Ингус Бауманис Сергеј Круг Сергеј Михаилов |  |

| 3. март 2019 17:30 | Протокол | Зјелона Гора                                                                | 78 : 92 | ВЕФ                                     | Хала СРЦ Зјелона Гора, Зјелона Гора Гледаоци: 2.144 Судије: Рајн Перанди Сергеј Бељаков Станислав Валејев |  |
| 3. март 2019 17:30 | Протокол | Четвртине: 21:18, 17:33, 17:19, 23:22                                       |         |                                         | Хала СРЦ Зјелона Гора, Зјелона Гора Гледаоци: 2.144 Судије: Рајн Перанди Сергеј Бељаков Станислав Валејев |  |
| 3. март 2019 17:30 | Протокол | Поени: Маркел Старкс 14 Скокови: Жељко Шакић 7 Асистенције: Лукаш Кошарек 4 |         | Стив Зак 25 Стив Зак 11 Џабрил Дарам 12 | Хала СРЦ Зјелона Гора, Зјелона Гора Гледаоци: 2.144 Судије: Рајн Перанди Сергеј Бељаков Станислав Валејев |  |

| 4. март 2019 20:00 | Протокол | Химки                                                                        | 73 : 72 | ЦСКА                                              | КЦ Химки, Химки Гледаоци: 3.374 Судије: Саша Пукл Марчин Ковалски Иља Путенко |  |
| 4. март 2019 20:00 | Протокол | Четвртине: 12:14, 16:17, 19:10, 15:21                                        |         |                                                   | КЦ Химки, Химки Гледаоци: 3.374 Судије: Саша Пукл Марчин Ковалски Иља Путенко |  |
| 4. март 2019 20:00 | Протокол | Поени: Алексеј Швед 37 Скокови: Малколм Томас 10 Асистенције: Алексеј Швед 2 |         | Вил Клајберн 17 Вил Клајберн 16 Серхио Родригез 6 | КЦ Химки, Химки Гледаоци: 3.374 Судије: Саша Пукл Марчин Ковалски Иља Путенко |  |

| 8. март 2019 17:00 | Протокол | Нижњи Новгород                                                                    | 79 : 64 | Јенисеј                                               | ФОК «Мешчерскиј», Нижњи Новгород Гледаоци: 817 Судије: Петри Ментиле Иља Путенко Максим Житлухин |  |
| 8. март 2019 17:00 | Протокол | Четвртине: 32:11, 16:16, 24:19, 7:18                                              |         |                                                       | ФОК «Мешчерскиј», Нижњи Новгород Гледаоци: 817 Судије: Петри Ментиле Иља Путенко Максим Житлухин |  |
| 8. март 2019 17:00 | Протокол | Поени: Кендрик Пери 21 Скокови: Владимир Драгичевић 9 Асистенције: Кендрик Пери 4 |         | Д’Анђело Харисон 11 Д’Анђело Харисон 9 Џон Роберсон 3 | ФОК «Мешчерскиј», Нижњи Новгород Гледаоци: 817 Судије: Петри Ментиле Иља Путенко Максим Житлухин |  |

| 10. март 2019 17:30 | Протокол | Парма                                                                | 73 : 78 | ВЕФ                                     | УПС Молот, Перм Гледаоци: 4 310 Судије: Петри Ментиле Танел Суслов Дариуш Запољски |  |
| 10. март 2019 17:30 | Протокол | Четвртине: 26:22, 19:19, 17:18, 11:19                                |         |                                         | УПС Молот, Перм Гледаоци: 4 310 Судије: Петри Ментиле Танел Суслов Дариуш Запољски |  |
| 10. март 2019 17:30 | Протокол | Поени: Тре Маклин 15 Скокови: Рашард Кели 9 Асистенције: Кен Браун 4 |         | Глен Кози 18 Стив Зак 12 Џабрил Дарам 6 | УПС Молот, Перм Гледаоци: 4 310 Судије: Петри Ментиле Танел Суслов Дариуш Запољски |  |

| 10. март 2019 19:30 | Протокол | Зенит                                                                                     | 103 : 81 | Автодор                                          | Сибур Арена, Санкт Петербург Гледаоци: 4 227 Судије: Алексеј Давидов Сергеј Круг Сергеј Михаилов |  |
| 10. март 2019 19:30 | Протокол | Четвртине: 26:19, 29:17, 18:26, 30:19                                                     |          |                                                  | Сибур Арена, Санкт Петербург Гледаоци: 4 227 Судије: Алексеј Давидов Сергеј Круг Сергеј Михаилов |  |
| 10. март 2019 19:30 | Протокол | Поени: Џејлен Рејнолдс 24 Скокови: Џејлен Рејнолдс 7 Асистенције: Коди Милер-Мекинтејр 11 |          | Тре Голден 20 Никита Михаиловскиј 6 Тре Голден 7 | Сибур Арена, Санкт Петербург Гледаоци: 4 227 Судије: Алексеј Давидов Сергеј Круг Сергеј Михаилов |  |

| 11. март 2019 19:00 | Протокол | Калев/Крамо                                                                 | 102 : 74 | Астана                                             | Спортска хала Калев, Талин Гледаоци: 1.300 Судије: Семјон Овинов Иља Путенко Сергеј Бељаков |  |
| 11. март 2019 19:00 | Протокол | Четвртине: 22:13, 26:14, 26:21, 28:26                                       |          |                                                    | Спортска хала Калев, Талин Гледаоци: 1.300 Судије: Семјон Овинов Иља Путенко Сергеј Бељаков |  |
| 11. март 2019 19:00 | Протокол | Поени: Арнет Моултри 20 Скокови: Арнет Моултри 11 Асистенције: Тони Ротен 8 |          | Ентони Клемонс 18 Кенет Хортон 11 Ентони Клемонс 5 | Спортска хала Калев, Талин Гледаоци: 1.300 Судије: Семјон Овинов Иља Путенко Сергеј Бељаков |  |

| 11. март 2019 19:00 | Протокол | Зјелона Гора                                                                | 74 : 115 | ЦСКА                                                 | Хала СРЦ Зјелона Гора, Зјелона Гора Гледаоци: 3 507 Судије: Петрос Папапетру Андрис Аункрогерс Микел Манисте |  |
| 11. март 2019 19:00 | Протокол | Четвртине: 18:33, 15:21, 24:37, 17:24                                       |          |                                                      | Хала СРЦ Зјелона Гора, Зјелона Гора Гледаоци: 3 507 Судије: Петрос Папапетру Андрис Аункрогерс Микел Манисте |  |
| 11. март 2019 19:00 | Протокол | Поени: Коди Џастис 18 Скокови: Квинтон Хосли 3 Асистенције: Маркел Старкс 5 |          | Серхио Родригез 21 Џоел Боломбој 7 Серхио Родригез 8 | Хала СРЦ Зјелона Гора, Зјелона Гора Гледаоци: 3 507 Судије: Петрос Папапетру Андрис Аункрогерс Микел Манисте |  |

| 15. март 2019 19:00 | Протокол | Парма                                                                        | 92 : 88 | Јенисеј                                             | УПС Молот, Перм Гледаоци: 3.721 Судије: Георгиос Пурсанидис Сергеј Круг Станислав Валејев |  |
| 15. март 2019 19:00 | Протокол | Четвртине: 20:17, 17:19, 17:19, 21:20, 17:13                                 |         |                                                     | УПС Молот, Перм Гледаоци: 3.721 Судије: Георгиос Пурсанидис Сергеј Круг Станислав Валејев |  |
| 15. март 2019 19:00 | Протокол | Поени: Ејгирдас Жукаускас 18 Скокови: Тре Маклин 10 Асистенције: Кен Браун 9 |         | Д’Анђело Харисон 25 Мартињш Мејерс 9 Џон Роберсон 5 | УПС Молот, Перм Гледаоци: 3.721 Судије: Георгиос Пурсанидис Сергеј Круг Станислав Валејев |  |

| 16. март 2019 14:30 | Протокол | Локомотива Кубањ                                                                     | 77 : 84 | УНИКС                                       | Баскет хол арена, Краснодар Гледаоци: 3.201 Судије: Јакуб Замојски Аре Халико Иља Путенко |  |
| 16. март 2019 14:30 | Протокол | Четвртине: 19:17, 23:15, 11:24, 24:28                                                |         |                                             | Баскет хол арена, Краснодар Гледаоци: 3.201 Судије: Јакуб Замојски Аре Халико Иља Путенко |  |
| 16. март 2019 14:30 | Протокол | Поени: Димитриј Кулагин 13 Скокови: Матеуш Поњитка 6 Асистенције: Димитриј Хвостов 7 |         | Морис Ндур 22 Мелвин Еџим 10 Ерик Меколум 5 | Баскет хол арена, Краснодар Гледаоци: 3.201 Судије: Јакуб Замојски Аре Халико Иља Путенко |  |

| 16. март 2019 18:00 | Протокол | Зјелона Гора                                                                       | 78 : 109 | Зенит                                                        | Хала СРЦ Зјелона Гора, Зјелона Гора Гледаоци: 2.204 Судије: Ингус Бауманис Танел Суслов Андреј Шарапа |  |
| 16. март 2019 18:00 | Протокол | Четвртине: 14:24, 19:31, 25:25, 20:29                                              |          |                                                              | Хала СРЦ Зјелона Гора, Зјелона Гора Гледаоци: 2.204 Судије: Ингус Бауманис Танел Суслов Андреј Шарапа |  |
| 16. март 2019 18:00 | Протокол | Поени: Пржемислав Замојски 15 Скокови: Мајкл Хамфри 9 Асистенције: Маркел Старкс 6 |          | Марко Симоновић 21 Џејлен Рејнолдс 9 Коди Милер-Мекинтејр 10 | Хала СРЦ Зјелона Гора, Зјелона Гора Гледаоци: 2.204 Судије: Ингус Бауманис Танел Суслов Андреј Шарапа |  |

| 17. март 2019 20:00 | Протокол | Астана                                                                          | 101 : 71 | Цмоки-Минск                                                | СК Велотрек, Астана Гледаоци: 1 768 Судије: Николај Амбросов Сергеј Бељаков Антон Махлин |  |
| 17. март 2019 20:00 | Протокол | Четвртине: 20:19, 24:20, 30:20, 27:12                                           |          |                                                            | СК Велотрек, Астана Гледаоци: 1 768 Судије: Николај Амбросов Сергеј Бељаков Антон Махлин |  |
| 17. март 2019 20:00 | Протокол | Поени: Џефри Гросел 24 Скокови: Џефри Гросел 10 Асистенције: Џеј Џеј О’Брајен 7 |          | Владимир Михаиловић 23 Никита Мешчерјаков 6 Девон Садлер 4 | СК Велотрек, Астана Гледаоци: 1 768 Судије: Николај Амбросов Сергеј Бељаков Антон Махлин |  |

| 17. март 2019 17:00 | Протокол | Калев/Крамо                                                                  | 85 : 96 | Химки                                       | Саку Сурхаљ, Талин Гледаоци: 2.300 Судије: Роберт Виклицкиј Мартињш Козловскис Михаил Проц |  |
| 17. март 2019 17:00 | Протокол | Четвртине: 30:20, 21:33, 16:12, 18:31                                        |         |                                             | Саку Сурхаљ, Талин Гледаоци: 2.300 Судије: Роберт Виклицкиј Мартињш Козловскис Михаил Проц |  |
| 17. март 2019 17:00 | Протокол | Поени: Арнет Моултри 30 Скокови: Кристјан Кангур 9 Асистенције: Чавон Луис 8 |         | Џордан Мики 25 Џордан Мики 8 Алексеј Швед 5 | Саку Сурхаљ, Талин Гледаоци: 2.300 Судије: Роберт Виклицкиј Мартињш Козловскис Михаил Проц |  |

| 17. март 2019 17:00 | Протокол | ВЕФ                                                                             | 89 : 78 | Автодор                                     | Арена Рига, Рига Гледаоци: 600 Судије: Томаш Травицски Саулис Рачис Јоханес Сарекоски |  |
| 17. март 2019 17:00 | Протокол | Четвртине: 30:25, 17:17, 23:18, 19:18                                           |         |                                             | Арена Рига, Рига Гледаоци: 600 Судије: Томаш Травицски Саулис Рачис Јоханес Сарекоски |  |
| 17. март 2019 17:00 | Протокол | Поени: Марекс Мејерис 26 Скокови: Марекс Мејерис 5 Асистенције: Џабрил Дарам 16 |         | Тре Голден 16 Перен Бјуфорд 10 Тре Голден 5 | Арена Рига, Рига Гледаоци: 600 Судије: Томаш Травицски Саулис Рачис Јоханес Сарекоски |  |

| 20. март 2019 19:00 | Протокол | Нижњи Новгород                                                                    | 93 : 83 | ВЕФ                                      | Палата спортова Нижњи Новгород, Нижњи Новгород Гледаоци: 1.334 Судије: Рајн Перанди Томас Јасевичијусс Микел Манисте |  |
| 20. март 2019 19:00 | Протокол | Четвртине: 24:15, 29:13, 20:31, 20:24                                             |         |                                          | Палата спортова Нижњи Новгород, Нижњи Новгород Гледаоци: 1.334 Судије: Рајн Перанди Томас Јасевичијусс Микел Манисте |  |
| 20. март 2019 19:00 | Протокол | Поени: Кендрик Пери 31 Скокови: Владимир Драгичевић 8 Асистенције: Кендрик Пери 8 |         | Марекс Мејерис 17 Стив Зак 6 Глен Кози 4 | Палата спортова Нижњи Новгород, Нижњи Новгород Гледаоци: 1.334 Судије: Рајн Перанди Томас Јасевичијусс Микел Манисте |  |

| 24. март 2019 15:00 | Протокол | Цмоки-Минск                                                                      | 80 : 68 | Парма                                                      | Фалкон клаб арена, Минск Гледаоци: 1.004 Судије: Рајн Перанди Андрис Аункрогерс Војцех Лишка |  |
| 24. март 2019 15:00 | Протокол | Четвртине: 10:16, 22:16, 18:16, 30:20                                            |         |                                                            | Фалкон клаб арена, Минск Гледаоци: 1.004 Судије: Рајн Перанди Андрис Аункрогерс Војцех Лишка |  |
| 24. март 2019 15:00 | Протокол | Поени: Девон Садлер 23 Скокови: Зизис Сарикопулос 12 Асистенције: Девон Садлер 5 |         | Константин Буланов 18 Рашард Кели 10 Александар Платунов 6 | Фалкон клаб арена, Минск Гледаоци: 1.004 Судије: Рајн Перанди Андрис Аункрогерс Војцех Лишка |  |

| 24. март 2019 16:00 | Протокол | Јенисеј                                                                           | 85 : 87 | Зенит                                                    | Арена Север, Краснојарск Гледаоци: 1.200 Судије: Семјон Овинов Сергеј Бељаков Јуриј Зинкевич |  |
| 24. март 2019 16:00 | Протокол | Четвртине: 18:18, 20:26, 21:29, 26:14                                             |         |                                                          | Арена Север, Краснојарск Гледаоци: 1.200 Судије: Семјон Овинов Сергеј Бељаков Јуриј Зинкевич |  |
| 24. март 2019 16:00 | Протокол | Поени: Џон Роберсон 34 Скокови: Мартињш Мејерс 12 Асистенције: Д’Анђело Харисон 4 |         | Филип Скраб 24 Марко Симоновић 6 Коди Милер-Мекинтејр 11 | Арена Север, Краснојарск Гледаоци: 1.200 Судије: Семјон Овинов Сергеј Бељаков Јуриј Зинкевич |  |

| 24. март 2019 17:00 | Протокол | Нижњи Новгород                                                                       | 101 : 61 | Зјелона Гора                                     | Палата спорта, Нижњи Новгород Гледаоци: 2 068 Судије: Аре Халико Мартинш Козловскис Кристопс Константиновс |  |
| 24. март 2019 17:00 | Протокол | Четвртине: 21:17, 29:16, 29:13, 22:15                                                |          |                                                  | Палата спорта, Нижњи Новгород Гледаоци: 2 068 Судије: Аре Халико Мартинш Козловскис Кристопс Константиновс |  |
| 24. март 2019 17:00 | Протокол | Поени: Артјом Комолов 24 Скокови: Кристофер Черапович 7 Асистенције: Кендрик Пери 11 |          | Маркел Старкс 11 Адам Хричањук 5 Маркел Старкс 6 | Палата спорта, Нижњи Новгород Гледаоци: 2 068 Судије: Аре Халико Мартинш Козловскис Кристопс Константиновс |  |

| 24. март 2019 17:00 | Протокол | ВЕФ                                                                    | 52 : 82 | УНИКС                                                     | Арена Рига, Рига Гледаоци: 450 Судије: Марчин Ковалски Танел Суслов Андреј Шарапа |  |
| 24. март 2019 17:00 | Протокол | Четвртине: 12:26, 22:18, 10:15, 8:23                                   |         |                                                           | Арена Рига, Рига Гледаоци: 450 Судије: Марчин Ковалски Танел Суслов Андреј Шарапа |  |
| 24. март 2019 17:00 | Протокол | Поени: Стив Зак 15 Скокови: Џабрил Дарам 7 Асистенције: Џабрил Дарам 8 |         | Рејмар Морган 21 Константинос Кајмакоглу 5 Пјериа Хенри 7 | Арена Рига, Рига Гледаоци: 450 Судије: Марчин Ковалски Танел Суслов Андреј Шарапа |  |

| 25. март 2019 19:00 | Протокол | Автодор                                                                   | 110 : 116 | ЦСКА                                            | ПС Кристал, Саратов Гледаоци: 3.115 Судије: Елиас Коромилас Иља Путенко Станислав Валејев |  |
| 25. март 2019 19:00 | Протокол | Четвртине: 22:17, 29:24, 26:21, 22:37, 11:17                              |           |                                                 | ПС Кристал, Саратов Гледаоци: 3.115 Судије: Елиас Коромилас Иља Путенко Станислав Валејев |  |
| 25. март 2019 19:00 | Протокол | Поени: Тре Голден 30 Скокови: Дејвид Кравиш 12 Асистенције: Тре Голден 11 |           | Нандо де Коло 41 Нандо де Коло 9 Вил Клајберн 4 | ПС Кристал, Саратов Гледаоци: 3.115 Судије: Елиас Коромилас Иља Путенко Станислав Валејев |  |

| 25. март 2019 20:00 | Протокол | Химки                                                                     | 93 : 80 | Астана                                              | КЦ Химки, Химки Гледаоци: 2.323 Судије: Петри Ментиле Оскарс Лучис Танел Суслов |  |
| 25. март 2019 20:00 | Протокол | Четвртине: 25:23, 24:23, 18:18, 26:16                                     |         |                                                     | КЦ Химки, Химки Гледаоци: 2.323 Судије: Петри Ментиле Оскарс Лучис Танел Суслов |  |
| 25. март 2019 20:00 | Протокол | Поени: Јанис Тима 26 Скокови: Алексеј Швед 7 Асистенције: Алексеј Швед 11 |         | Џеј Џеј О’Брајен 19 Кенет Хортон 6 Ентони Клемонс 7 | КЦ Химки, Химки Гледаоци: 2.323 Судије: Петри Ментиле Оскарс Лучис Танел Суслов |  |

| 27. март 2019 19:00 | Протокол | Цмоки-Минск                                                                    | 66 : 97 | Локомотива Кубањ                                   | Фалкон клаб арена, Минск Гледаоци: 504 Судије: Елиас Коромилас Гатис Салинш Евгениј Михејев |  |
| 27. март 2019 19:00 | Протокол | Четвртине: 14:29, 16:20, 15:29, 21:19                                          |         |                                                    | Фалкон клаб арена, Минск Гледаоци: 504 Судије: Елиас Коромилас Гатис Салинш Евгениј Михејев |  |
| 27. март 2019 19:00 | Протокол | Поени: Владимир Михаиловић 18 Скокови: Брион Раш 4 Асистенције: Девон Садлер 3 |         | Џером Рендл 15 Џаџуан Џонсон 10 Димитриј Хвостов 7 | Фалкон клаб арена, Минск Гледаоци: 504 Судије: Елиас Коромилас Гатис Салинш Евгениј Михејев |  |

| 28. март 2019 19:00 | Протокол | Зјелона Гора                                                                  | 100 : 117 | Калев/Крамо                                        | Хала СРЦ Зјелона Гора, Зјелона Гора Гледаоци: 1.801 Судије: Владимир Јевтовић Семјон Овинов Антон Махлин |  |
| 28. март 2019 19:00 | Протокол | Четвртине: 18:31, 24:38, 28:21, 30:27                                         |           |                                                    | Хала СРЦ Зјелона Гора, Зјелона Гора Гледаоци: 1.801 Судије: Владимир Јевтовић Семјон Овинов Антон Махлин |  |
| 28. март 2019 19:00 | Протокол | Поени: Дарко Планинић 14 Скокови: Дарко Планинић 7 Асистенције: Коди Џастис 5 |           | Арнет Моултри 30 Арнет Моултри 7 Бранко Мирковић 9 | Хала СРЦ Зјелона Гора, Зјелона Гора Гледаоци: 1.801 Судије: Владимир Јевтовић Семјон Овинов Антон Махлин |  |

| 30. март 2019 20:00 | Протокол | Астана                                                                              | 79 : 71 | Парма                                   | Сарјарка велодром, Астана Гледаоци: 1.156 Судије: Ингус Бауманис Мартинш Козловскис Микел Манисте |  |
| 30. март 2019 20:00 | Протокол | Четвртине: 24:12, 19:18, 18:22, 18:19                                               |         |                                         | Сарјарка велодром, Астана Гледаоци: 1.156 Судије: Ингус Бауманис Мартинш Козловскис Микел Манисте |  |
| 30. март 2019 20:00 | Протокол | Поени: Џеј Џеј О’Брајен 20 Скокови: Кенет Хортон 10 Асистенције: Џеј Џеј О’Брајен 9 |         | Тре Маклин 18 Рашард Кели 7 Кен Браун 5 | Сарјарка велодром, Астана Гледаоци: 1.156 Судије: Ингус Бауманис Мартинш Козловскис Микел Манисте |  |

| 30. март 2019 18:00 | Протокол | Зенит                                                                            | 84 : 72 | Цмоки-Минск                                                       | Сибур арена, Санкт Петербург Гледаоци: 4.977 Судије: Саша Маричић Михаил Проц Здравко Рутешић |  |
| 30. март 2019 18:00 | Протокол | Четвртине: 27:13, 24:22, 15:20, 18:17                                            |         |                                                                   | Сибур арена, Санкт Петербург Гледаоци: 4.977 Судије: Саша Маричић Михаил Проц Здравко Рутешић |  |
| 30. март 2019 18:00 | Протокол | Поени: Марко Симоновић 20 Скокови: Џејлен Рејнолдс 10 Асистенције: Филип Скраб 5 |         | Зизис Сарикопулос 17 Алексеј Тростинецкиј 4 Владимир Михаиловић 7 | Сибур арена, Санкт Петербург Гледаоци: 4.977 Судије: Саша Маричић Михаил Проц Здравко Рутешић |  |

| 31. март 2019 16:00 | Протокол | Јенисеј                                                                            | 92 : 88 | Нижњи Новгород                                    | Арена Север, Краснојарск Гледаоци: 1.000 Судије: Јакуб Замојски Иља Путенко Антон Махлин |  |
| 31. март 2019 16:00 | Протокол | Четвртине: 21:19, 25:21, 19:21, 27:27                                              |         |                                                   | Арена Север, Краснојарск Гледаоци: 1.000 Судије: Јакуб Замојски Иља Путенко Антон Махлин |  |
| 31. март 2019 16:00 | Протокол | Поени: Д’Анђело Харисон 27 Скокови: Артјом Комисаров 8 Асистенције: Џон Роберсон 5 |         | Кендрик Пери 27 Антон Астапкович 8 Кендрик Пери 8 | Арена Север, Краснојарск Гледаоци: 1.000 Судије: Јакуб Замојски Иља Путенко Антон Махлин |  |

| 31. март 2019 17:00 | Протокол | Автодор                                                               | 112 : 106 | Зјелона Гора                                    | ПС Кристал, Саратов Гледаоци: 1.808 Судије: Роберт Виклицкиј Андрис Аункрогерс Александар Рулев |  |
| 31. март 2019 17:00 | Протокол | Четвртине: 28:23, 30:32, 23:26, 31:25                                 |           |                                                 | ПС Кристал, Саратов Гледаоци: 1.808 Судије: Роберт Виклицкиј Андрис Аункрогерс Александар Рулев |  |
| 31. март 2019 17:00 | Протокол | Поени: Тре Голден 31 Скокови: Тре Голден 8 Асистенције: Тре Голден 13 |           | Коди Џастис 21 Адам Хричањук 10 Маркел Старкс 7 | ПС Кристал, Саратов Гледаоци: 1.808 Судије: Роберт Виклицкиј Андрис Аункрогерс Александар Рулев |  |

### Април
| 1. април 2019 19:30 | Протокол | ЦСКА                                                                    | 73 : 83 | УНИКС                                         | УСК ЦСКА, Москва Гледаоци: 2.142 Судије: Томислав Хордов Томаш Травицски Семјон Овинов |  |
| 1. април 2019 19:30 | Протокол | Четвртине: 19:17, 12:24, 23:15, 19:27                                   |         |                                               | УСК ЦСКА, Москва Гледаоци: 2.142 Судије: Томислав Хордов Томаш Травицски Семјон Овинов |  |
| 1. април 2019 19:30 | Протокол | Поени: Нандо де Коло 20 Скокови: Кајл Хајнс 7 Асистенције: Кајл Хајнс 3 |         | Џамар Смит 15 Мелвин Еџим 7 Антон Понкрашов 6 | УСК ЦСКА, Москва Гледаоци: 2.142 Судије: Томислав Хордов Томаш Травицски Семјон Овинов |  |

| 1. април 2019 20:00 | Протокол | Локомотива Кубањ                                                                  | 83 : 87 | Химки                                          | Баскет хол арена, Краснодар Гледаоци: 3.408 Судије: Илија Белошевић Олег Латишев Алексеј Давидов |  |
| 1. април 2019 20:00 | Протокол | Четвртине: 24:21, 18:22, 16:17, 25:27                                             |         |                                                | Баскет хол арена, Краснодар Гледаоци: 3.408 Судије: Илија Белошевић Олег Латишев Алексеј Давидов |  |
| 1. април 2019 20:00 | Протокол | Поени: Димитриј Кулагин 21 Скокови: Мустафа Фаљ 7 Асистенције: Димитриј Кулагин 5 |         | Џордан Мики 20 Џордан Мики 9 Стефан Марковић 7 | Баскет хол арена, Краснодар Гледаоци: 3.408 Судије: Илија Белошевић Олег Латишев Алексеј Давидов |  |

| 4. април 2019 19:10 | Протокол | Јенисеј                                                                         | 80 : 68 | Цмоки-Минск                                                       | Арена Север, Краснојарск Гледаоци: 800 Судије: Петри Ментиле Дариуш Запољски Владимир Јевтовић |  |
| 4. април 2019 19:10 | Протокол | Четвртине: 14:14, 22:15, 21:16, 23:23                                           |         |                                                                   | Арена Север, Краснојарск Гледаоци: 800 Судије: Петри Ментиле Дариуш Запољски Владимир Јевтовић |  |
| 4. април 2019 19:10 | Протокол | Поени: Д’Анђело Харисон 33 Скокови: Д’Анђело Харисон 8 Асистенције: Иља Попов 5 |         | Владимир Михаиловић 19 Зизис Сарикопулос 8 Алексеј Тростинецкиј 4 | Арена Север, Краснојарск Гледаоци: 800 Судије: Петри Ментиле Дариуш Запољски Владимир Јевтовић |  |

| 5. април 2019 19:30 | Протокол | Парма                                                                        | 72 : 92 | Зјелона Гора                                      | УПС Молот, Перм Гледаоци: 5.320 Судије: Саша Маричић Радомир Војиновић Андреј Шарапа |  |
| 5. април 2019 19:30 | Протокол | Четвртине: 29:14, 20:33, 5:22, 18:23                                         |         |                                                   | УПС Молот, Перм Гледаоци: 5.320 Судије: Саша Маричић Радомир Војиновић Андреј Шарапа |  |
| 5. април 2019 19:30 | Протокол | Поени: Ејгирдас Жукаускас 16 Скокови: Рашард Кели 5 Асистенције: Кен Браун 6 |         | Дарко Планинић 19 Лукаш Кошарек 6 Лукаш Кошарек 5 | УПС Молот, Перм Гледаоци: 5.320 Судије: Саша Маричић Радомир Војиновић Андреј Шарапа |  |

| 7. април 2019 17:00 | Протокол | ЦСКА                                                                        | 83 : 73 | Зенит                                          | УСК ЦСКА, Москва Гледаоци: 3.524 Судије: Јакуб Замојски Аре Халико Срђан Дожаи |  |
| 7. април 2019 17:00 | Протокол | Четвртине: 16:14, 26:14, 24:22, 17:23                                       |         |                                                | УСК ЦСКА, Москва Гледаоци: 3.524 Судије: Јакуб Замојски Аре Халико Срђан Дожаи |  |
| 7. април 2019 17:00 | Протокол | Поени: Нандо де Коло 15 Скокови: Данијел Хакет 5 Асистенције: Кори Хигинс 6 |         | Џален Рејнолдс 14 Џален Рејнолдс 5 Гал Мекел 7 | УСК ЦСКА, Москва Гледаоци: 3.524 Судије: Јакуб Замојски Аре Халико Срђан Дожаи |  |

| 8. април 2019 20:00 | Протокол | Химки                                                                     | 100 : 80 | Зјелона Гора                               | КЦ Химки, Химки Гледаоци: 2.139 Судије: Аре Халико Срђан Дожаи Кристопс Константиновс |  |
| 8. април 2019 20:00 | Протокол | Четвртине: 21:21, 29:15, 31:11, 19:33                                     |          |                                            | КЦ Химки, Химки Гледаоци: 2.139 Судије: Аре Халико Срђан Дожаи Кристопс Константиновс |  |
| 8. април 2019 20:00 | Протокол | Поени: Јанис Тима 20 Скокови: Џордан Мики 12 Асистенције: Алексеј Швед 15 |          | Гејб Дево 15 Жељко Шакић 9 Маркел Старкс 8 | КЦ Химки, Химки Гледаоци: 2.139 Судије: Аре Халико Срђан Дожаи Кристопс Константиновс |  |

| 9. април 2019 19:00 | Протокол | Калев/Крамо                                                                  | 95 : 107 | УНИКС                                                  | Саку Суурхалль, Таллин Гледаоци: 900 Судије: Олег Латишев Панајотис Анастополос Гвидас Гедвилас |  |
| 9. април 2019 19:00 | Протокол | Четвртине: 25:22, 17:25, 21:33, 32:27                                        |          |                                                        | Саку Суурхалль, Таллин Гледаоци: 900 Судије: Олег Латишев Панајотис Анастополос Гвидас Гедвилас |  |
| 9. април 2019 19:00 | Протокол | Поени: Арнет Моултри 22 Скокови: Арнет Моултри 10 Асистенције: Чавон Луис 10 |          | Ерик Меколум 33 Џамар Смит 4 Константинос Кајмакоглу 8 | Саку Суурхалль, Таллин Гледаоци: 900 Судије: Олег Латишев Панајотис Анастополос Гвидас Гедвилас |  |

| 9. април 2019 19:00 | Протокол | Нижњи Новгород                                                                   | 89 : 95 | ЦСКА                                               | Палата спортова Нижњи Новгород, Нижњи Новгород Гледаоци: 2.510 Судије: Јосип Радојковић Сергеј Бељаков Сергеј Круг |  |
| 9. април 2019 19:00 | Протокол | Четвртине: 21:25, 22:23, 20:24, 26:23                                            |         |                                                    | Палата спортова Нижњи Новгород, Нижњи Новгород Гледаоци: 2.510 Судије: Јосип Радојковић Сергеј Бељаков Сергеј Круг |  |
| 9. април 2019 19:00 | Протокол | Поени: Георгиј Жбанов 18 Скокови: Сергеј Торопов 5 Асистенције: Георгиј Жбанов 9 |         | Нандо де Коло 17 Никита Курбанов 8 Нандо де Коло 4 | Палата спортова Нижњи Новгород, Нижњи Новгород Гледаоци: 2.510 Судије: Јосип Радојковић Сергеј Бељаков Сергеј Круг |  |

| 9. април 2019 20:00 | Протокол | Локомотива Кубањ                                                      | 95 : 91 | Автодор                                         | Баскет хол арена, Краснодар Гледаоци: 2.463 Судије: Игор Драгојевић Семјон Овинов Сергеј Михаилов |  |
| 9. април 2019 20:00 | Протокол | Четвртине: 21:18, 19:24, 27:35, 28:14                                 |         |                                                 | Баскет хол арена, Краснодар Гледаоци: 2.463 Судије: Игор Драгојевић Семјон Овинов Сергеј Михаилов |  |
| 9. април 2019 20:00 | Протокол | Поени: Дорел Рајт 19 Скокови: Дорел Рајт 6 Асистенције: Џером Рендл 8 |         | Дејвид Кравиш 21 Дејвид Кравиш 10 Тре Голден 14 | Баскет хол арена, Краснодар Гледаоци: 2.463 Судије: Игор Драгојевић Семјон Овинов Сергеј Михаилов |  |

| 11. април 2019 19:00 | Протокол | Цмоки-Минск                                                                                   | 92 : 108 | Химки                                        | Фалкон Клаб Арена, Минск Гледаоци: 763 Судије: Александар Глишић Николај Амбросов Марек Малишевски |  |
| 11. април 2019 19:00 | Протокол | Четвртине: 19:28, 25:34, 25:23, 23:23                                                         |          |                                              | Фалкон Клаб Арена, Минск Гледаоци: 763 Судије: Александар Глишић Николај Амбросов Марек Малишевски |  |
| 11. април 2019 19:00 | Протокол | Поени: Владимир Михаиловић 21 Скокови: Зизис Сарикопулос 7 Асистенције: Владимир Михаиловић 5 |          | Алексеј Швед 25 Џордан Мики 5 Алексеј Швед 6 | Фалкон Клаб Арена, Минск Гледаоци: 763 Судије: Александар Глишић Николај Амбросов Марек Малишевски |  |

| 11. април 2019 19:30 | Протокол | ВЕФ                                                                 | 68 : 70 | Јенисеј                                           | Арена Рига, Рига Гледаоци: 230 Судије: Роберт Виклицкиј Петр Паштушек Танел Суслов |  |
| 11. април 2019 19:30 | Протокол | Четвртине: 18:18, 16:15, 20:20, 14:17                               |         |                                                   | Арена Рига, Рига Гледаоци: 230 Судије: Роберт Виклицкиј Петр Паштушек Танел Суслов |  |
| 11. април 2019 19:30 | Протокол | Поени: Стив Зак 19 Скокови: Стив Зак 10 Асистенције: Џабрил Дарам 7 |         | Мајкл Брузевич 17 Мартињш Мејерс 7 Џон Роберсон 9 | Арена Рига, Рига Гледаоци: 230 Судије: Роберт Виклицкиј Петр Паштушек Танел Суслов |  |

| 11. април 2019 19:30 | Протокол | ЦСКА                                                                       | 91 : 72 | Астана                                              | УСК ЦСКА, Москва Гледаоци: 1 629 Судије: Игор Драгојевић Рајн Перанди Андрис Аункрогерс |  |
| 11. април 2019 19:30 | Протокол | Четвртине: 21:19, 24:15, 18:18, 28:20                                      |         |                                                     | УСК ЦСКА, Москва Гледаоци: 1 629 Судије: Игор Драгојевић Рајн Перанди Андрис Аункрогерс |  |
| 11. април 2019 19:30 | Протокол | Поени: Кајл Хајнс 18 Скокови: Андреј Воронцевич 6 Асистенције: Иван Ухов 7 |         | Џеј Џеј О’Брајен 25 Џефри Гросел 7 Ентони Клемонс 6 | УСК ЦСКА, Москва Гледаоци: 1 629 Судије: Игор Драгојевић Рајн Перанди Андрис Аункрогерс |  |

| 14. април 2019 17:00 | Протокол | ВЕФ                                                                      | 70 : 66 | Цмоки-Минск                                              | Арена Рига, Рига Гледаоци: 180 Судије: Семјон Овинов Иља Путенко Антон Махлин |  |
| 14. април 2019 17:00 | Протокол | Четвртине: 13:20, 19:17, 18:20, 20:9                                     |         |                                                          | Арена Рига, Рига Гледаоци: 180 Судије: Семјон Овинов Иља Путенко Антон Махлин |  |
| 14. април 2019 17:00 | Протокол | Поени: Глен Кози 11 Скокови: Андреис Гражулис 7 Асистенције: Глен Кози 7 |         | Никита Мешчерјаков 11 Зизис Сарикопулос 7 Девон Садлер 4 | Арена Рига, Рига Гледаоци: 180 Судије: Семјон Овинов Иља Путенко Антон Махлин |  |

| 14. април 2019 17:30 | Протокол | Парма                                                               | 75 : 105 | Калев/Крамо                                    | УПС Молот, Перм Гледаоци: 5.610 Судије: Мартинш Козловскис Марек Цмикевич Владимир Јевтовић |  |
| 14. април 2019 17:30 | Протокол | Четвртине: 22:23, 20:24, 15:29, 18:29                               |          |                                                | УПС Молот, Перм Гледаоци: 5.610 Судије: Мартинш Козловскис Марек Цмикевич Владимир Јевтовић |  |
| 14. април 2019 17:30 | Протокол | Поени: Кен Браун 15 Скокови: Рашард Кели 6 Асистенције: Кен Браун 6 |          | Арнет Моултри 22 Арнет Моултри 7 Тони Ротен 10 | УПС Молот, Перм Гледаоци: 5.610 Судије: Мартинш Козловскис Марек Цмикевич Владимир Јевтовић |  |

| 14. април 2019 18:00 | Протокол | Автодор                                                                  | 85 : 91 | Нижњи Новгород                                            | ПС Кристал, Саратов Гледаоци: 2.300 Судије: Аре Халико Оскарс Лучис Станислав Валејев |  |
| 14. април 2019 18:00 | Протокол | Четвртине: 23:26, 23:31, 20:19, 19:15                                    |         |                                                           | ПС Кристал, Саратов Гледаоци: 2.300 Судије: Аре Халико Оскарс Лучис Станислав Валејев |  |
| 14. април 2019 18:00 | Протокол | Поени: Тре Голден 19 Скокови: Дејвид Кравиш 10 Асистенције: Тре Голден 7 |         | Евгениј Бабурин 21 Владимир Драгичевић 7 Георгиј Жбанов 9 | ПС Кристал, Саратов Гледаоци: 2.300 Судије: Аре Халико Оскарс Лучис Станислав Валејев |  |

| 14. април 2019 19:00 | Протокол | УНИКС                                                                 | 74 : 72 | Зенит                                           | Баскет хол Казањ, Казањ Гледаоци: 4.727 Судије: Миливоје Јовчић Рајн Перанди Алексеј Давидов |  |
| 14. април 2019 19:00 | Протокол | Четвртине: 19:13, 24:15, 14:26, 17:18                                 |         |                                                 | Баскет хол Казањ, Казањ Гледаоци: 4.727 Судије: Миливоје Јовчић Рајн Перанди Алексеј Давидов |  |
| 14. април 2019 19:00 | Протокол | Поени: Морис Ндур 14 Скокови: Морис Ндур 10 Асистенције: Џамар Смит 6 |         | Џален Рејнолдс 20 Џален Рејнолдс 16 Гал Мекел 7 | Баскет хол Казањ, Казањ Гледаоци: 4.727 Судије: Миливоје Јовчић Рајн Перанди Алексеј Давидов |  |

| 15. април 2019 20:00 | Протокол | Астана                                                                    | 83 : 93 | Локомотива Кубањ                                     | Сарјарка велодром, Нур Султан Гледаоци: 718 Судије: Петр Паштушек Саша Маричић Андреј Шарапа |  |
| 15. април 2019 20:00 | Протокол | Четвртине: 20:19, 22:30, 24:21, 17:23                                     |         |                                                      | Сарјарка велодром, Нур Султан Гледаоци: 718 Судије: Петр Паштушек Саша Маричић Андреј Шарапа |  |
| 15. април 2019 20:00 | Протокол | Поени: Кенет Хортон 22 Скокови: Кенет Хортон 6 Асистенције: Стивен Холт 6 |         | Дорел Рајт 30 Димитриј Кулагин 6 Димитриј Кулагин 10 | Сарјарка велодром, Нур Султан Гледаоци: 718 Судије: Петр Паштушек Саша Маричић Андреј Шарапа |  |

| 17. април 2019 19:00 | Протокол | Калев/Крамо                                                          | 96 : 80 | Зенит                                            | Саку Сурхаљ, Талин Гледаоци: 1.200 Судије: Томаш Травицски Харис Каракатсунис Саша Маричић |  |
| 17. април 2019 19:00 | Протокол | Четвртине: 24:13, 19:19, 28:22, 25:26                                |         |                                                  | Саку Сурхаљ, Талин Гледаоци: 1.200 Судије: Томаш Травицски Харис Каракатсунис Саша Маричић |  |
| 17. април 2019 19:00 | Протокол | Поени: Тони Ротен 31 Скокови: Тони Ротен 8 Асистенције: Тони Ротен 8 |         | Коди Милер-Мекинтејр 15 Џерод Утоф 7 Гал Мекел 4 | Саку Сурхаљ, Талин Гледаоци: 1.200 Судије: Томаш Травицски Харис Каракатсунис Саша Маричић |  |

| 17. април 2019 19:00 | Протокол | Нижњи Новгород                                                                         | 93 : 97 | Химки                                       | КРК Нагорный, Нижний Новгород Гледаоци: 1.822 Судије: Петрос Папапетру Семјон Овинов Алексеј Давидов |  |
| 17. април 2019 19:00 | Протокол | Четвртине: 18:14, 17:22, 24:15, 24:32, 10:14                                           |         |                                             | КРК Нагорный, Нижний Новгород Гледаоци: 1.822 Судије: Петрос Папапетру Семјон Овинов Алексеј Давидов |  |
| 17. април 2019 19:00 | Протокол | Поени: Владимир Драгичевић 25 Скокови: Георгиј Жбанов 10 Асистенције: Георгиј Жбанов 8 |         | Алексеј Швед 34 Јанис Тима 5 Алексеј Швед 7 | КРК Нагорный, Нижний Новгород Гледаоци: 1.822 Судије: Петрос Папапетру Семјон Овинов Алексеј Давидов |  |

| 18. април 2019 19:00 | Протокол | УНИКС                                                                      | 74 : 82 | Парма                                   | Баскет хол Казањ, Казањ Гледаоци: 3.153 Судије: Сергеј Бељаков Сергеј Круг Максим Житлухин |  |
| 18. април 2019 19:00 | Протокол | Четвртине: 18:15, 15:18, 17:32, 24:17                                      |         |                                         | Баскет хол Казањ, Казањ Гледаоци: 3.153 Судије: Сергеј Бељаков Сергеј Круг Максим Житлухин |  |
| 18. април 2019 19:00 | Протокол | Поени: Рејмар Морган 27 Скокови: Рејмар Морган 7 Асистенције: Џамар Смит 5 |         | Тре Маклин 22 Рашард Кели 6 Кен Браун 9 | Баскет хол Казањ, Казањ Гледаоци: 3.153 Судије: Сергеј Бељаков Сергеј Круг Максим Житлухин |  |

| 20. април 2019 17:00 | Протокол | Калев                                                                  | 94 : 84 | Нижњи Новгород                                          | Саку Сурхаљ, Талин Гледаоци: 850 Судије: Петри Ментиле Ингус Бауманис Михаил Проц |  |
| 20. април 2019 17:00 | Протокол | Четвртине: 21:22, 18:22, 27:15, 28:25                                  |         |                                                         | Саку Сурхаљ, Талин Гледаоци: 850 Судије: Петри Ментиле Ингус Бауманис Михаил Проц |  |
| 20. април 2019 17:00 | Протокол | Поени: Арнет Моултри 22 Скокови: Реџи Линч 6 Асистенције: Тони Ротен 7 |         | Ијан Хамер 18 Владимир Драгичевић 9 Димитриј Узинскиј 5 | Саку Сурхаљ, Талин Гледаоци: 850 Судије: Петри Ментиле Ингус Бауманис Михаил Проц |  |

| 21. април 2019 15:00 | Протокол | Астана                                                                         | 93 : 85 | Јенисеј                                             | Сарјарка велодром, Нур Султан Гледаоци: 1.758 Судије: Аре Халико Оскарс Лучис Микел Манисте |  |
| 21. април 2019 15:00 | Протокол | Четвртине: 17:28, 26:22, 24:23, 26:12                                          |         |                                                     | Сарјарка велодром, Нур Султан Гледаоци: 1.758 Судије: Аре Халико Оскарс Лучис Микел Манисте |  |
| 21. април 2019 15:00 | Протокол | Поени: Џеј Џеј О’Брајен 20 Скокови: Стивен Холт 8 Асистенције: Мајкл Џенкинс 6 |         | Денис Захаров 19 Артјом Комисаров 10 Џон Роберсон 7 | Сарјарка велодром, Нур Султан Гледаоци: 1.758 Судије: Аре Халико Оскарс Лучис Микел Манисте |  |

| 21. април 2019 17:00 | Протокол | Автодор                                                                  | 95 : 111 | УНИКС                                       | ПС Кристал, Саратов Гледаоци: 2.638 Судије: Јакуб Замојски Иља Путенко Алексеј Давидов |  |
| 21. април 2019 17:00 | Протокол | Четвртине: 33:25, 25:31, 24:37, 13:18                                    |          |                                             | ПС Кристал, Саратов Гледаоци: 2.638 Судије: Јакуб Замојски Иља Путенко Алексеј Давидов |  |
| 21. април 2019 17:00 | Протокол | Поени: Тре Голден 26 Скокови: Артјом Забелин 6 Асистенције: Тре Голден 9 |          | Џамар Смит 27 Рејмар Морган 6 Џамар Смит 11 | ПС Кристал, Саратов Гледаоци: 2.638 Судије: Јакуб Замојски Иља Путенко Алексеј Давидов |  |

| 21. април 2019 17:00 | Протокол | Зенит                                                                   | 78 : 94 | Локомотива Кубањ                                         | Сибур арена, Санкт Петербург Гледаоци: 4.376 Судије: Милија Војиновић Милош Кољеснић Сергеј Бељаков |  |
| 21. април 2019 17:00 | Протокол | Четвртине: 18:25, 25:27, 12:28, 23:14                                   |         |                                                          | Сибур арена, Санкт Петербург Гледаоци: 4.376 Судије: Милија Војиновић Милош Кољеснић Сергеј Бељаков |  |
| 21. април 2019 17:00 | Протокол | Поени: Џерод Утоф 18 Скокови: Сергеј Балашов 5 Асистенције: Гал Мекел 7 |         | Димитриј Кулагин 17 Матеуш Поњитка 13 Димитриј Кулагин 8 | Сибур арена, Санкт Петербург Гледаоци: 4.376 Судије: Милија Војиновић Милош Кољеснић Сергеј Бељаков |  |

| 21. април 2019 17:00 | Протокол | Зјелона Гора                                                                 | 78 : 80 | Цмоки-Минск                                        | Хала СРЦ Зјелона Гора, Зјелона Гора Гледаоци: 1.983 Судије: Роберт Виклицкиј Сергеј Михаилов Станислав Валејев |  |
| 21. април 2019 17:00 | Протокол | Четвртине: 26:16, 14:22, 17:21, 21:21                                        |         |                                                    | Хала СРЦ Зјелона Гора, Зјелона Гора Гледаоци: 1.983 Судије: Роберт Виклицкиј Сергеј Михаилов Станислав Валејев |  |
| 21. април 2019 17:00 | Протокол | Поени: Квинтон Хосли 19 Скокови: Жељко Шакић 16 Асистенције: Лукаш Кошарек 7 |         | Девон Садлер 23 Зизис Сарикопулос 9 Девон Садлер 4 | Хала СРЦ Зјелона Гора, Зјелона Гора Гледаоци: 1.983 Судије: Роберт Виклицкиј Сергеј Михаилов Станислав Валејев |  |

| 24. април 2019 19:00 | Протокол | Калев/Крамо                                                             | 81 : 76 | Локомотива Кубањ                           | Саку Сурхаљ, Талин Гледаоци: 1.300 Судије: Александар Глишић Мартинш Козловскис Георгиос Пурсанидис |  |
| 24. април 2019 19:00 | Протокол | Четвртине: 26:15, 25:19, 13:27, 17:15                                   |         |                                            | Саку Сурхаљ, Талин Гледаоци: 1.300 Судије: Александар Глишић Мартинш Козловскис Георгиос Пурсанидис |  |
| 24. април 2019 19:00 | Протокол | Поени: Тони Ротен 24 Скокови: Арнет Моултри 7 Асистенције: Тони Ротен 5 |         | Џером Рендл 17 Драган Апић 9 Џером Рендл 5 | Саку Сурхаљ, Талин Гледаоци: 1.300 Судије: Александар Глишић Мартинш Козловскис Георгиос Пурсанидис |  |

| 24. април 2019 20:30 | Протокол | Химки                                                                       | 86 : 94 | Јенисеј                                                | КЦ Химки, Химки Гледаоци: 2.337 Судије: Сергеј Круг Антон Махлин Иван Бахтејев |  |
| 24. април 2019 20:30 | Протокол | Четвртине: 21:19, 20:19, 28:25, 17:31                                       |         |                                                        | КЦ Химки, Химки Гледаоци: 2.337 Судије: Сергеј Круг Антон Махлин Иван Бахтејев |  |
| 24. април 2019 20:30 | Протокол | Поени: Алексеј Швед 25 Скокови: Андреј Зубков 6 Асистенције: Алексеј Швед 5 |         | Д’Анђело Харисон 34 Д’Анђело Харисон 12 Џон Роберсон 5 | КЦ Химки, Химки Гледаоци: 2.337 Судије: Сергеј Круг Антон Махлин Иван Бахтејев |  |

| 27. април 2019 18:00 | Протокол | Зенит                                                                                     | 103 : 95 | Астана                                               | Сибур Арена, Санкт Петербург Гледаоци: 3.616 Судије: Елиас Коромилас Томислав Хордов Танел Суслов |  |
| 27. април 2019 18:00 | Протокол | Четвртине: 27:19, 22:31, 26:18, 12:19, 16:8                                               |          |                                                      | Сибур Арена, Санкт Петербург Гледаоци: 3.616 Судије: Елиас Коромилас Томислав Хордов Танел Суслов |  |
| 27. април 2019 18:00 | Протокол | Поени: Коди Милер-Мекинтејр 20 Скокови: Коди Милер-Мекинтејр 7 Асистенције: Филип Скраб 5 |          | Мајкл Џенкинс 20 Џеј Џеј О’Брајен 7 Ентони Клемонс 8 | Сибур Арена, Санкт Петербург Гледаоци: 3.616 Судије: Елиас Коромилас Томислав Хордов Танел Суслов |  |

| 28. април 2019 15:00 | Протокол | Химки                                                                          | 97 : 63 | Парма                                   | КЦ Химки, Химки Гледаоци: 2.311 Судије: Иља Путенко Сергеј Михаилов Станислав Валејев |  |
| 28. април 2019 15:00 | Протокол | Четвртине: 28:19, 25:12, 24:9, 20:23                                           |         |                                         | КЦ Химки, Химки Гледаоци: 2.311 Судије: Иља Путенко Сергеј Михаилов Станислав Валејев |  |
| 28. април 2019 15:00 | Протокол | Поени: Алексеј Швед 21 Скокови: Петр Губанов 9 Асистенције: Стефан Марковић 11 |         | Тре Маклин 12 Рашард Кели 8 Кен Браун 4 | КЦ Химки, Химки Гледаоци: 2.311 Судије: Иља Путенко Сергеј Михаилов Станислав Валејев |  |

| 28. април 2019 14:00 | Протокол | Зјелона Гора                                                                | 73 : 82 | УНИКС                                        | Хала СРЦ Зјелона Гора, Зјелона Гора Гледаоци: 2.045 Судије: Ингус Бауманис Андрис Аункрогерс Саулис Рачис |  |
| 28. април 2019 14:00 | Протокол | Четвртине: 26:15, 18:26, 17:25, 12:16                                       |         |                                              | Хала СРЦ Зјелона Гора, Зјелона Гора Гледаоци: 2.045 Судије: Ингус Бауманис Андрис Аункрогерс Саулис Рачис |  |
| 28. април 2019 14:00 | Протокол | Поени: Маркел Старкс 21 Скокови: Жељко Шакић 8 Асистенције: Лукаш Кошарек 3 |         | Морис Ндур 17 Рејмар Морган 7 Пјериа Хенри 7 | Хала СРЦ Зјелона Гора, Зјелона Гора Гледаоци: 2.045 Судије: Ингус Бауманис Андрис Аункрогерс Саулис Рачис |  |

| 28. април 2019 15:00 | Протокол | ВЕФ                                                                    | 75 : 71 | Локомотива Кубањ                                  | Арена Рига, Рига Гледаоци: 315 Судије: Марчин Ковалски Рајн Перанди Томислав Вовк |  |
| 28. април 2019 15:00 | Протокол | Четвртине: 20:24, 18:23, 18:12, 19:12                                  |         |                                                   | Арена Рига, Рига Гледаоци: 315 Судије: Марчин Ковалски Рајн Перанди Томислав Вовк |  |
| 28. април 2019 15:00 | Протокол | Поени: Џабрил Дарам 15 Скокови: Стив Зак 8 Асистенције: Џабрил Дарам 6 |         | Џаџуан Џонсон 20 Мустафа Фаљ 7 Димитриј Кулагин 9 | Арена Рига, Рига Гледаоци: 315 Судије: Марчин Ковалски Рајн Перанди Томислав Вовк |  |

| 28. април 2019 15:00 | Протокол | Нижњи Новгород                                                                             | 77 : 70 | Цмоки-Минск                                           | Палата спортова Нижњи Новгород, Нижњи Новгород Гледаоци: 1.958 Судије: Игор Драгојевић Оскарс Лучис Кристопс Константиновс |  |
| 28. април 2019 15:00 | Протокол | Четвртине: 13:22, 18:16, 27:9, 19:23                                                       |         |                                                       | Палата спортова Нижњи Новгород, Нижњи Новгород Гледаоци: 1.958 Судије: Игор Драгојевић Оскарс Лучис Кристопс Константиновс |  |
| 28. април 2019 15:00 | Протокол | Поени: Владимир Драгичевић 27 Скокови: Антон Астапкович 7 Асистенције: Димитриј Узинскиј 5 |         | Девон Садлер 30 Владимир Михаиловић 10 Девон Садлер 4 | Палата спортова Нижњи Новгород, Нижњи Новгород Гледаоци: 1.958 Судије: Игор Драгојевић Оскарс Лучис Кристопс Константиновс |  |

| 28. април 2019 19:00 | Протокол | Јенисеј                                                                        | 88 : 84 | Автодор                                         | Арена Север, Краснојарск Гледаоци: 1.300 Судије: Алексеј Давидов Семјон Овинов Сергеј Бељаков |  |
| 28. април 2019 19:00 | Протокол | Четвртине: 22:22, 24:25, 19:27, 23:10                                          |         |                                                 | Арена Север, Краснојарск Гледаоци: 1.300 Судије: Алексеј Давидов Семјон Овинов Сергеј Бељаков |  |
| 28. април 2019 19:00 | Протокол | Поени: Џон Роберсон 21 Скокови: Д’Анђело Харисон 9 Асистенције: Џон Роберсон 8 |         | Перен Бјуфорд 29 Перен Бјуфорд 10 Тре Голден 10 | Арена Север, Краснојарск Гледаоци: 1.300 Судије: Алексеј Давидов Семјон Овинов Сергеј Бељаков |  |

## Плеј-оф
Плеј-оф серија се игра на три добијене утакмице, а предност домаћег терена одређена је по систему 2-2-1.
|  | Четвртфинале     | Четвртфинале |             |   | Полуфинале | Полуфинале |  |  | Финале | Финале |
|  |                  |              |             |   |            |            |  |  |        |        |
|  |                  |              |             |   |            |            |  |  |        |        |
|  |                  |              |             |   |            |            |  |  |        |        |
|  | ЦСКА Москва      | 3            |             |   |            |            |  |  |        |        |
|  | ЦСКА Москва      | 3            |             |   |            |            |  |  |        |        |
|  | Нижњи Новгород   | 0            |             |   |            |            |  |  |        |        |
|  | Нижњи Новгород   | 0            | ЦСКА Москва | 3 |            |            |  |  |        |        |
|  |                  |              | ЦСКА Москва | 3 |            |            |  |  |        |        |
|  |                  | Зенит        | 0           |   |            |            |  |  |        |        |
|  | Локомотива Кубањ | Зенит        | 0           | 1 |            |            |  |  |        |        |
|  | Локомотива Кубањ |              |             | 1 |            |            |  |  |        |        |
|  | Зенит            | 3            |             |   |            |            |  |  |        |        |
|  | Зенит            | 3            | ЦСКА Москва | 3 |            |            |  |  |        |        |
|  |                  |              | ЦСКА Москва | 3 |            |            |  |  |        |        |
|  |                  | Химки        | 0           |   |            |            |  |  |        |        |
|  | УНИКС            | Химки        | 0           | 3 |            |            |  |  |        |        |
|  | УНИКС            |              |             | 3 |            |            |  |  |        |        |
|  | Калев/Крамо      | 0            |             |   |            |            |  |  |        |        |
|  | Калев/Крамо      | 0            | УНИКС       | 1 |            |            |  |  |        |        |
|  |                  |              | УНИКС       | 1 |            |            |  |  |        |        |
|  |                  | Химки        | 3           |   |            |            |  |  |        |        |
|  | Химки            | Химки        | 3           | 3 |            |            |  |  |        |        |
|  | Химки            |              |             | 3 |            |            |  |  |        |        |
|  | Астана           | 0            |             |   |            |            |  |  |        |        |
|  | Астана           | 0            |             |   |            |            |  |  |        |        |

### Четвртфинале
|    | Екипа 1          | Рез. | Екипа 2        | 1. утакмица | 2. утакмица | 3. утакмица | 4. утакмица | 5. утакмица |
| -- | ---------------- | ---- | -------------- | ----------- | ----------- | ----------- | ----------- | ----------- |
| 1. | ЦСКА Москва      | 3-0  | Нижњи Новгород | 87:50       | 86:66       | 80:72       |             |             |
| 2. | УНИКС            | 3-0  | Калев/Крамо    | 92:82       | 108:84      | 96:84       |             |             |
| 3. | Химки            | 3-0  | Астана         | 82:59       | 94:64       | 88:81       |             |             |
| 4. | Локомотива Кубањ | 1-3  | Зенит          | 69: 78      | 70:69       | 78: 94      | 85: 87      |             |

### Полуфинале
|    | Екипа 1     | Рез. | Екипа 2 | 1. утакмица | 2. утакмица | 3. утакмица | 4. утакмица | 5. утакмица |
| -- | ----------- | ---- | ------- | ----------- | ----------- | ----------- | ----------- | ----------- |
| 1. | ЦСКА Москва | 3-0  | Зенит   | 98:82       | 83:81       | 69:68       |             |             |
| 2. | УНИКС       | 1- 3 | Химки   | 96:91       | 98: 103     | 64: 91      | 91: 92      |             |

### Финале
|    | Екипа 1     | Рез. | Екипа 2 | 1. утакмица | 2. утакмица | 3. утакмица | 4. утакмица | 5. утакмица |
| -- | ----------- | ---- | ------- | ----------- | ----------- | ----------- | ----------- | ----------- |
| 1. | ЦСКА Москва | 3-0  | Химки   | 106:85      | 103:92      | 80:62       |             |             |

| Првак ВТБ јунајтед лиге 2018/19.                    |
| --------------------------------------------------- |
| ЦСКА Русија 10. титула (26. титула шампиона Русије) |

## Награде

### Годишње појединачне награде
Најбољи поентер
- Алексеј Швед – Химки

Најбољи млади играч
- Никита Михаиловски – Автодор Саратов

Најбољи тренер
- Емил Рајковић – Астана

Најбољи шести играч
- Дорел Рајт – Локомотива Кубањ

Најбољи дефанзивни играч
- Морис Ндур – УНИКС

МВП регуларног дела сезоне
- Алексеј Швед – Химки

МВП плеј-офа
- Никита Курбанов – ЦСКА Москва

### Најкориснији играчи месеца
| Месец    | Играч            | Екипа       | Ref.   |
| 2018     | 2018             | 2018        | 2018   |
| -------- | ---------------- | ----------- | ------ |
| Октобар  | Алексеј Швед     | Химки       | [ 22 ] |
| Новембар | Нандо де Коло    | ЦСКА Москва | [ 23 ] |
| Децембар | Ентони Клемонс   | Астана      | [ 24 ] |
| 2019     |                  |             |        |
| Јануар   | Џален Рејнолдс   | Зенит       | [ 25 ] |
| Фебруар  | Пјериа Анри      | УНИКС       | [ 26 ] |
| Март     | Алексеј Швед (2) | Химки       | [ 27 ] |
| Април    | Арнет Моултри    | Калев/Крамо | [ 28 ] |

## Тимови ВТБ лиге у европским такмичењима
| Екипа            | Такмичење     | Пласман                   |
| ---------------- | ------------- | ------------------------- |
| ЦСКА Москва      | Евролига      | Шампион                   |
| Химки            | Евролига      | 13.                       |
| Локомотива Кубањ | Еврокуп       | Четвртфинале              |
| УНИКС            | Еврокуп       | Полуфинале                |
| Зенит            | Еврокуп       | Топ 16                    |
| Нижњи Новгород   | Лига шампиона | Четвртфинале              |
| Автодор Саратов  | Лига шампиона | Прва квалификациона рунда |
| Автодор Саратов  | ФИБА Еврокуп  | Осминафинале              |
| Цмоки-Минск      | Лига шампиона | Прва квалификациона рунда |
| Цмоки-Минск      | ФИБА Еврокуп  | Групна фаза               |